# الطواف العالمي لكرة المضرب النسائية برعاية الاتحاد الدولي لكرة المضرب – 2019 (أكتوبر–ديسمبر)
جولة الاتحاد الدولي لكرة المضرب العالمية للنساء هي نسخة عام 2019 من الجولة الثانية في لعبة كرة المضرب للمحترفات. تنظمها الاتحاد الدولي لكرة المضرب وهي درجة أقل من جولة رابطة محترفات التنس. يتضمن الطواف العالمي لكرة المضرب النسائية برعاية الاتحاد الدولي لكرة المضرب بطولات بجوائز مالية تتراوح من $15،000 إلى $100،000.

## المواسم
| مواسم الطواف العالمي لكرة المضرب النسائية برعاية الاتحاد الدولي لكرة المضرب | مواسم الطواف العالمي لكرة المضرب النسائية برعاية الاتحاد الدولي لكرة المضرب | مواسم الطواف العالمي لكرة المضرب النسائية برعاية الاتحاد الدولي لكرة المضرب | مواسم الطواف العالمي لكرة المضرب النسائية برعاية الاتحاد الدولي لكرة المضرب | مواسم الطواف العالمي لكرة المضرب النسائية برعاية الاتحاد الدولي لكرة المضرب | مواسم الطواف العالمي لكرة المضرب النسائية برعاية الاتحاد الدولي لكرة المضرب | مواسم الطواف العالمي لكرة المضرب النسائية برعاية الاتحاد الدولي لكرة المضرب | مواسم الطواف العالمي لكرة المضرب النسائية برعاية الاتحاد الدولي لكرة المضرب | مواسم الطواف العالمي لكرة المضرب النسائية برعاية الاتحاد الدولي لكرة المضرب | مواسم الطواف العالمي لكرة المضرب النسائية برعاية الاتحاد الدولي لكرة المضرب |
| تسعينيات القرن العشرين                                                      | تسعينيات القرن العشرين                                                      | تسعينيات القرن العشرين                                                      | تسعينيات القرن العشرين                                                      | تسعينيات القرن العشرين                                                      | تسعينيات القرن العشرين                                                      | تسعينيات القرن العشرين                                                      | تسعينيات القرن العشرين                                                      | تسعينيات القرن العشرين                                                      | تسعينيات القرن العشرين                                                      |
| --------------------------------------------------------------------------- | --------------------------------------------------------------------------- | --------------------------------------------------------------------------- | --------------------------------------------------------------------------- | --------------------------------------------------------------------------- | --------------------------------------------------------------------------- | --------------------------------------------------------------------------- | --------------------------------------------------------------------------- | --------------------------------------------------------------------------- | --------------------------------------------------------------------------- |
| 1994                                                                        | 1995                                                                        | 1995                                                                        | 1996                                                                        | 1997                                                                        | 1998                                                                        | 1999                                                                        |                                                                             |                                                                             |                                                                             |
| العقد الأول من القرن 21                                                     |                                                                             |                                                                             |                                                                             |                                                                             |                                                                             |                                                                             |                                                                             |                                                                             |                                                                             |
| 2000                                                                        | 2001                                                                        | 2002                                                                        | 2003                                                                        | 2004                                                                        | 2005                                                                        | 2006                                                                        | 2007                                                                        | 2008 الربع الأول · الربع الثاني · الربع الثالث                              | 2009                                                                        |
| العقد الثاني من القرن 21                                                    |                                                                             |                                                                             |                                                                             |                                                                             |                                                                             |                                                                             |                                                                             |                                                                             |                                                                             |
| 2010 الربع الأول · الربع الثاني · الربع الثالث · الربع الرابع               | 2011 الربع الأول · الربع الثاني · الربع الثالث · الربع الرابع               | 2012 الربع الأول · الربع الثاني · الربع الثالث · الربع الرابع               | 2013 الربع الأول · الربع الثاني · الربع الثالث · الربع الرابع               | 2014 الربع الأول · الربع الثاني · الربع الثالث · الربع الرابع               | 2015 الربع الأول · الربع الثاني · الربع الثالث · الربع الرابع               | 2016 الربع الأول · الربع الثاني · الربع الثالث · الربع الرابع               | 2017 الربع الأول · الربع الثاني · الربع الثالث · الربع الرابع               | 2018 الربع الأول · الربع الثاني · الربع الثالث · الربع الرابع               | 2019 الربع الأول · الربع الثاني · الربع الثالث · الربع الرابع               |
| العقد الثالث من القرن 21                                                    |                                                                             |                                                                             |                                                                             |                                                                             |                                                                             |                                                                             |                                                                             |                                                                             |                                                                             |
| 2020 الربع الأول · الربع الثاني · الربع الثالث · الربع الرابع               | 2021 الربع الأول · الربع الثاني · الربع الثالث · الربع الرابع               | 2022 الربع الأول · الربع الثاني · الربع الثالث · الربع الرابع               | 2023 الربع الأول · الربع الثاني · الربع الثالث · الربع الرابع               | 2024 الربع الأول · الربع الثاني · الربع الثالث · الربع الرابع               | 2025 الربع الأول · الربع الثاني · الربع الثالث · الربع الرابع               |                                                                             |                                                                             |                                                                             |                                                                             |

## المفتاح
| الفئات      |
| بطولات W100 |
| بطولات W80  |
| بطولات W60  |
| بطولات W25  |
| بطولات W15  |

## الأشهر

### أكتوبر
| الأسبوع   | البطولة | الفائزات                                                      | الوصيفات                                         | المتأهلات لنصف النهائي                    | المتأهلات لربع النهائي                                                              |
| --------- | --- | ------------------------------------------------------------- | ------------------------------------------------ | ----------------------------------------- | ----------------------------------------------------------------------------------- |
| 7 أكتوبر  | توومبا، أستراليا ملعب صلب W25 قرعة المباريات الفردية والزوجية                                                     | ماديسون إنغليس 6–1، 4–6، 6–0                                  | كيوكا أوكامورا                                   | هارونا أراكاوا أوليفيا روجوفسكا           | أليسون باي ألكسندرا بوزوفيتش نودنيدا لوانجنام بيليندا وولكوك                        |
| 7 أكتوبر  | توومبا، أستراليا ملعب صلب W25 قرعة المباريات الفردية والزوجية                                                     | آبي مايرز بيليندا وولكوك 7–6(7–2)، 6–3                        | هارونا أراكاوا ميساكي ماتسودا                    | هارونا أراكاوا أوليفيا روجوفسكا           | أليسون باي ألكسندرا بوزوفيتش نودنيدا لوانجنام بيليندا وولكوك                        |
| 7 أكتوبر  | شيربورغ-أون-كوتانتين، فرنسا ملعب صلب (داخلي) W25+H قرعة المباريات الفردية والزوجية                                | أوسيان دودان 6–4، 6–2                                         | هارموني تان                                      | ميرتل جورج جولي جيرفيه                    | لو بروليو أُونا أوربانا ليزلي كركهوف سامانثا موراي                                   |
| 7 أكتوبر  | شيربورغ-أون-كوتانتين، فرنسا ملعب صلب (داخلي) W25+H قرعة المباريات الفردية والزوجية                                | نايومي برودي سامانثا موراي 6–3، 6–2                           | ميرتل جورج كيمبرلي زيمرمان                       | ميرتل جورج جولي جيرفيه                    | لو بروليو أُونا أوربانا ليزلي كركهوف سامانثا موراي                                   |
| 7 أكتوبر  | بولا، إيطاليا ملعب ترابي W25 قرعة المباريات الفردية والزوجية                                                      | ناديا بودوروسكا 7–6(7–5)، 6–1                                 | مارتينا تريفيسان                                 | يوكي نايتو إليزابيتا كوتشياريتو           | كورينا دينتوني أمينا أنشبا أنجيليكا موراتيلي تشالا بويوكاكاتشاي                     |
| 7 أكتوبر  | بولا، إيطاليا ملعب ترابي W25 قرعة المباريات الفردية والزوجية                                                      | أمينا أنشبا أناستاسيا ديتسيوك 7–5، 6–1                        | يلينا إن-ألبون جورجيا ماركيتي                    | يوكي نايتو إليزابيتا كوتشياريتو           | كورينا دينتوني أمينا أنشبا أنجيليكا موراتيلي تشالا بويوكاكاتشاي                     |
| 7 أكتوبر  | ماكينوهارا (شيزوكا)، اليابان أرضية صناعية W25 قرعة المباريات الفردية والزوجية                                     | باولا بادوسا 7–5، 6–1                                         | ناغي هاناتاني                                    | ماي هونتاما ريسا أوشيجيما                 | إيرينا هياشي يوديس تشونغ جونري ناميجاتا ساكورا هوندو                                |
| 7 أكتوبر  | ماكينوهارا (شيزوكا)، اليابان أرضية صناعية W25 قرعة المباريات الفردية والزوجية                                     | يوديس تشونغ ألدِيلا سوتجيادي 6–7(5–7)، 7–6(7–5)، [10–4]        | إيرينا هياشي موموكو كوبوري                       | ماي هونتاما ريسا أوشيجيما                 | إيرينا هياشي يوديس تشونغ جونري ناميجاتا ساكورا هوندو                                |
| 7 أكتوبر  | Lagos Open لاغوس، نيجيريا ملعب صلب W25 قرعة المباريات الفردية والزوجية                                            | سادا ناهيمانا 2–6، 6–4، 6–3                                   | لورا بيجوسي                                      | فاني أوستلوند رييا بهاتيا                 | ليكسي ستيفنز ناستيا كولار روتوجا بسالي ساندرا سمير                                  |
| 7 أكتوبر  | Lagos Open لاغوس، نيجيريا ملعب صلب W25 قرعة المباريات الفردية والزوجية                                            | روتوجا بسالي لورا بيجوسي 4–6، 6–4، [10–7]                     | ساندرا سمير برارثانا تومباري                     | فاني أوستلوند رييا بهاتيا                 | ليكسي ستيفنز ناستيا كولار روتوجا بسالي ساندرا سمير                                  |
| 7 أكتوبر  | ريبا-روخا دي توريا، إسبانيا ملعب ترابي W25 قرعة المباريات الفردية والزوجية                                        | أندريا لازارو غارسيا 7–6(7–4)، 7–5                            | ماري بينواه                                      | جورجينا غارسيا بيريز لارا أروابارينا      | باتريسيا ماريا تيغ كاتارينا كيرلاخ إيفا غيريرو ألفاريز كارولين فيرنر                |
| 7 أكتوبر  | ريبا-روخا دي توريا، إسبانيا ملعب ترابي W25 قرعة المباريات الفردية والزوجية                                        | لارا أروابارينا ساره إيراني 3–6، 6–4، [10–8]                  | ماري بينوا إيوانا لوريدانا روسكا                 | جورجينا غارسيا بيريز لارا أروابارينا      | باتريسيا ماريا تيغ كاتارينا كيرلاخ إيفا غيريرو ألفاريز كارولين فيرنر                |
| 7 أكتوبر  | جزيرة هيلتون هيد، الولايات المتحدة ملعب ترابي W25 قرعة المباريات الفردية والزوجية                                 | مارينا ميلنيكوفا 6–3، 6–4                                     | إليزابيث هالباور                                 | آنا دانيلينا ريناتا زارازوا               | فرانسواز أبندا بانا أودفاردي نينا ستادلر ماري أوساكا                                |
| 7 أكتوبر  | جزيرة هيلتون هيد، الولايات المتحدة ملعب ترابي W25 قرعة المباريات الفردية والزوجية                                 | آنا دانيلينا إنغريد نيل 6–3، 6–2                              | كاثارين فاهي إليزابيث هالباور                    | آنا دانيلينا ريناتا زارازوا               | فرانسواز أبندا بانا أودفاردي نينا ستادلر ماري أوساكا                                |
| 7 أكتوبر  | كلاريمونت، الولايات المتحدة ملعب صلب W25 قرعة المباريات الفردية والزوجية                                          | كاتي سوان 6–1، 6–3                                            | ثايسا غرانا بدريتي                               | جوليانا أولموس دانييل لاو                 | كاثرين هاريسون ليلا آني فرنانديز كاثرين سيبوف ميريام بيوركلاند                      |
| 7 أكتوبر  | كلاريمونت، الولايات المتحدة ملعب صلب W25 قرعة المباريات الفردية والزوجية                                          | جاكلين كاكو أنجلينا غابوييفا 6–3، 6–7(4–7)، [10–4]            | هند عبد الواحد أليسا توبيا                       | جوليانا أولموس دانييل لاو                 | كاثرين هاريسون ليلا آني فرنانديز كاثرين سيبوف ميريام بيوركلاند                      |
| 7 أكتوبر  | بوينس آيرس، الأرجنتين ملعب ترابي W15 قرعة المباريات الفردية والزوجية                                              | جييرمينا نايا 6–3، 7–5                                        | جازمين أورتنزي                                   | صوفيا لويني إدواردا بياي                  | جيسيكا بلازاس ماريا دل روساريو فاسكيز يوجينيا جانجا أندريا أغوستينا فارولا دي بالما |
| 7 أكتوبر  | بوينس آيرس، الأرجنتين ملعب ترابي W15 قرعة المباريات الفردية والزوجية                                              | كانديلا بوجنون جييرمينا نايا 7–6(7–4)، 6–4                    | يوجينيا جانجا صوفيا لويني                        | صوفيا لويني إدواردا بياي                  | جيسيكا بلازاس ماريا دل روساريو فاسكيز يوجينيا جانجا أندريا أغوستينا فارولا دي بالما |
| 7 أكتوبر  | شرم الشيخ، مصر ملعب صلب W15 قرعة المباريات الفردية والزوجية                                                       | جوستينا ميكولسكيت 3–6، 6–4، 6–3                               | فالنتينا رييسر                                   | داشا إيفانوفا ليان تران                   | ستيفانيا روجوزينسكا دزيك مارتينا برادوفا ناديا إتشيفيريا ألام فيكتوريا كاليتسيس     |
| 7 أكتوبر  | شرم الشيخ، مصر ملعب صلب W15 قرعة المباريات الفردية والزوجية                                                       | داشا إيفانوفا جوستينا ميكولسكيت 5–7، 6–4، [10–8]              | كاتارينا كوزموفا أناستاسيا بوبلافسكا             | داشا إيفانوفا ليان تران                   | ستيفانيا روجوزينسكا دزيك مارتينا برادوفا ناديا إتشيفيريا ألام فيكتوريا كاليتسيس     |
| 7 أكتوبر  | Telavi Open تلاوي، جورجيا ملعب ترابي W15 قرعة المباريات الفردية والزوجية                                          | أوانا جورجيتا سيميون 6–2، 6–3                                 | آنا سيشكوفا                                      | تايسيا باشكاليفا داريا أستاكوهافا         | داريا كوداشوفا آنا أورِكي ماريانا زاكارليوك أناستازيا فدوفينكو                       |
| 7 أكتوبر  | Telavi Open تلاوي، جورجيا ملعب ترابي W15 قرعة المباريات الفردية والزوجية                                          | أوانا جورجيتا سيميون آنا سيشكوفا 6–1، 6–0                     | يكاترينا ديمتريتشينكو آنا أورِكي                  | تايسيا باشكاليفا داريا أستاكوهافا         | داريا كوداشوفا آنا أورِكي ماريانا زاكارليوك أناستازيا فدوفينكو                       |
| 7 أكتوبر  | هواهين، تايلاند ملعب صلب W15 قرعة المباريات الفردية والزوجية                                                      | كودي وونغ هونغ يي 2–6، 6–4، 6–3                               | هان جيانغشو                                      | ما يكسين واتساشول ساواتدي                 | باتشارين تشيبشانديج كانغ جياشي بانن كوفابيتوكد تاماشان مومكونتود                    |
| 7 أكتوبر  | هواهين، تايلاند ملعب صلب W15 قرعة المباريات الفردية والزوجية                                                      | باتشارين تشيبشانديج بانن كوفابيتوكد 6–3، 6–4                  | كانغ جياشي تامارين تاناسوجارن                    | ما يكسين واتساشول ساواتدي                 | باتشارين تشيبشانديج كانغ جياشي بانن كوفابيتوكد تاماشان مومكونتود                    |
| 7 أكتوبر  | طبرقة، تونس ملعب ترابي W15 قرعة المباريات الفردية والزوجية                                                        | جوليا ستاماتوفا 6–4، 6–3                                      | بيا لوفتريتش                                     | مارتينا كولميجنا أورورا زانتيديشي         | أغوستينا تشلباك أليس جيلان آني فانجيلوفا سيلفيا نجيريتش                             |
| 7 أكتوبر  | طبرقة، تونس ملعب ترابي W15 قرعة المباريات الفردية والزوجية                                                        | مارتينا كولميجنا أورورا زانتيديشي 2–6، 6–2، [11–9]            | بيا لوفتريتش سارا زيو داتو                       | مارتينا كولميجنا أورورا زانتيديشي         | أغوستينا تشلباك أليس جيلان آني فانجيلوفا سيلفيا نجيريتش                             |
| 7 أكتوبر  | أنطاليا، تركيا ملعب صلب W15 قرعة المباريات الفردية والزوجية                                                       | ماريا تكاشيفا 6–2، 4–6، 6–1                                   | رومي كولزر                                       | بيتيا أرشينكوفا جيرجانا توبالوفا          | كلوديا جيوفين إيبك أوز أيوانا غاسبار إيفان جيني دورست                               |
| 7 أكتوبر  | أنطاليا، تركيا ملعب صلب W15 قرعة المباريات الفردية والزوجية                                                       | إيفا فيدر ستيفاني فيشر 6–3، 6–0                               | آنا جابريك رومي كولزر                            | بيتيا أرشينكوفا جيرجانا توبالوفا          | كلوديا جيوفين إيبك أوز أيوانا غاسبار إيفان جيني دورست                               |
| 14 أكتوبر | Suzhou Ladies Open سوجو (مدينة)، الصين ملعب صلب W100 قرعة المباريات الفردية – قرعة المباريات الزوجية              | بينغ شواي 6–2، 3–6، 6–2                                       | تشو لين                                          | وانغ يافان ناو هيبينو                     | ناتاليا كوستيتش أنكيتا راينا بينجتارن بليبويتش كلارا تاوسون                         |
| 14 أكتوبر | Suzhou Ladies Open سوجو (مدينة)، الصين ملعب صلب W100 قرعة المباريات الفردية – قرعة المباريات الزوجية              | جيانغ شينيو تانغ كيانهوى 3–6، 6–3، [10–5]                     | أنكيتا راينا روزالي فان دير هوك                  | وانغ يافان ناو هيبينو                     | ناتاليا كوستيتش أنكيتا راينا بينجتارن بليبويتش كلارا تاوسون                         |
| 14 أكتوبر | Kiskút Open سيكشفهيرفار، المجر ملعب ترابي (داخلي) W60 قرعة المباريات الفردية – قرعة المباريات الزوجية             | نيكوليتا داسكاليو 7–5، 6–2                                    | إرينا براء                                       | تشالا بويوكاكاتشاي ايرينا كاميليا باغو    | دانكا كوفينتش فيرونيكا سبيد رويج كاتارزينا كاوا ريبيكا سرامكوفا                     |
| 14 أكتوبر | Kiskút Open سيكشفهيرفار، المجر ملعب ترابي (داخلي) W60 قرعة المباريات الفردية – قرعة المباريات الزوجية             | إرينا براء مارينا زانيفسكا 3–6، 6–2، [10–8]                   | أكجول أمانمورادوف إيلينا بوغدان                  | تشالا بويوكاكاتشاي ايرينا كاميليا باغو    | دانكا كوفينتش فيرونيكا سبيد رويج كاتارزينا كاوا ريبيكا سرامكوفا                     |
| 14 أكتوبر | هاماماتسو، اليابان سجاد W25 قرعة المباريات الفردية والزوجية                                                       | إري هوزمي 7–6(7–1)، 4–5، ret.                                 | بولا بادوسا                                      | هيرومي آبي مي ياماغوتشي                   | ميهارو إيمنيشي كاناكو موريساكي أكيكو أوميه أيانو شيميزو                             |
| 14 أكتوبر | هاماماتسو، اليابان سجاد W25 قرعة المباريات الفردية والزوجية                                                       | يوديس تشونغ ألدينا سوتجيادي 6–3، 6–4                          | ساكورا هوندو رمو أويدا                           | هيرومي آبي مي ياماغوتشي                   | ميهارو إيمنيشي كاناكو موريساكي أكيكو أوميه أيانو شيميزو                             |
| 14 أكتوبر | بطولة لاغوس لاغوس، نيجيريا ملعب صلب W25 قرعة المباريات الفردية والزوجية                                           | ريا باتيا 7–5، 1–6، 6–3                                       | ناستجا كولار                                     | روتوجا بسالي فاليريا ستراخوفا             | سيوني مينديز ساندرا سمير لورا بيجوسي باراكت قادري                                   |
| 14 أكتوبر | بطولة لاغوس لاغوس، نيجيريا ملعب صلب W25 قرعة المباريات الفردية والزوجية                                           | روتوجا بسالي لورا بيجوسي 6–3، 6–7(3–7)، [10–6]                | ساندرا سمير برارتانا ثومباري                     | روتوجا بسالي فاليريا ستراخوفا             | سيوني مينديز ساندرا سمير لورا بيجوسي باراكت قادري                                   |
| 14 أكتوبر | إشبيلية، إسبانيا ملعب ترابي W25 قرعة المباريات الفردية والزوجية                                                   | أرانتشا روس 6–4، 6–4                                          | باتريسيا ماريا تيغ                               | جوليا غرايبير ميار شريف                   | إيفا غيريرو ألفاريز تيريزا مردجا كريستينا بوكشا ناديه بودوروسكا                     |
| 14 أكتوبر | إشبيلية، إسبانيا ملعب ترابي W25 قرعة المباريات الفردية والزوجية                                                   | ماري بينوا جوليا واشستك 6–0، 6–7(3–7)، [10–4]                 | إيفا غيريرو ألفاريز أرانتشا روس                  | جوليا غرايبير ميار شريف                   | إيفا غيريرو ألفاريز تيريزا مردجا كريستينا بوكشا ناديه بودوروسكا                     |
| 14 أكتوبر | واكو، الولايات المتحدة ملعب صلب W25 قرعة المباريات الفردية والزوجية                                               | فرناندا كونتريراس 6–3، 2–6، 6–1                               | ليلا آني فرنانديز                                | آنا دانيلينا كاثرين هاريسون               | مونيكا كيلناروفا لورين غييرمو كاتي سوان فلاديسا بابيتش                              |
| 14 أكتوبر | واكو، الولايات المتحدة ملعب صلب W25 قرعة المباريات الفردية والزوجية                                               | فلاديسا بابيتش آنا دانيلينا 6–3، 6–2                          | سافانا برودوس فانيسا أونغ                        | آنا دانيلينا كاثرين هاريسون               | مونيكا كيلناروفا لورين غييرمو كاتي سوان فلاديسا بابيتش                              |
| 14 أكتوبر | فلورنس، الولايات المتحدة ملعب ترابي W25 قرعة المباريات الفردية والزوجية                                           | كلير ليو 6–1، 6–2                                             | بايتون ستيرنز                                    | هانا تشانغ مارينا ميلنيكوفا               | إيما نافارو ميريام بيوركلاند لين سليث أوليفيا تجاندراموليا                          |
| 14 أكتوبر | فلورنس، الولايات المتحدة ملعب ترابي W25 قرعة المباريات الفردية والزوجية                                           | إيمينا بكتاس تارا مور 7–5، 6–4                                | أوليفيا تجاندراموليا مارسيلا زكرياس              | هانا تشانغ مارينا ميلنيكوفا               | إيما نافارو ميريام بيوركلاند لين سليث أوليفيا تجاندراموليا                          |
| 14 أكتوبر | شرم الشيخ، مصر ملعب صلب W15 قرعة المباريات الفردية والزوجية                                                       | داشا إيفانوفا 6–4، 3–6، 6–4                                   | فيكتوريا كاناباتسكايا                            | ليني مالكفيست فالنتينا ريسر               | إيفانا شيبستوفا بايج كلاين كونستانس سيبيل تيميا جاروشكوفا                           |
| 14 أكتوبر | شرم الشيخ، مصر ملعب صلب W15 قرعة المباريات الفردية والزوجية                                                       | فيكتوريا كاناباتسكايا كاتيارينا بولينكا 6–3، 3–6، [10–4]      | مانو أركانجيولي كيليا لو بيان                    | ليني مالكفيست فالنتينا ريسر               | إيفانا شيبستوفا بايج كلاين كونستانس سيبيل تيميا جاروشكوفا                           |
| 14 أكتوبر | تلوي أوبن تلوي، جورجيا ملعب ترابي W15 قرعة المباريات الفردية والزوجية                                             | داريا كوداشوفا 6–2، 4–6، 6–4                                  | أونا جورجيتا سيميون                              | داريا أستاخوفا آنا سيشكوفا                | تايسيا باتشكاليفا لانا كينتشياشفيللي ماريانا زاكارليوك أناستاسيا زولوتاريفا         |
| 14 أكتوبر | تلوي أوبن تلوي، جورجيا ملعب ترابي W15 قرعة المباريات الفردية والزوجية                                             | مارغريتا لازاريفا أونا جورجيتا سيميون 6–4، 4–6، [10–8]        | فاليريا أوليانوفيسكايا تايسيا باتشكاليفا         | داريا أستاخوفا آنا سيشكوفا                | تايسيا باتشكاليفا لانا كينتشياشفيللي ماريانا زاكارليوك أناستاسيا زولوتاريفا         |
| 14 أكتوبر | ميتبيك، المكسيك ملعب صلب W15 قرعة المباريات الفردية والزوجية                                                      | سارة لي 6–0، 6–2                                              | أريشا لاذاني                                     | كيرستن-أندريا ويدون ستايسي فونغ           | إيفا راسزكيويتش أكيلا جيمس كيلي ولفورد ميرل هويدت                                   |
| 14 أكتوبر | ميتبيك، المكسيك ملعب صلب W15 قرعة المباريات الفردية والزوجية                                                      | سارة لي أمبر واشنطن 6–1، 4–6، [10–6]                          | كيرستن-أندريا ويدون كيلي ولفورد                  | كيرستن-أندريا ويدون ستايسي فونغ           | إيفا راسزكيويتش أكيلا جيمس كيلي ولفورد ميرل هويدت                                   |
| 14 أكتوبر | هواهين، تايلاند ملعب صلب W15 قرعة المباريات الفردية والزوجية                                                      | مويوكا أوشيجيما 6–2، 6–4                                      | مانانشايا ساوانجكايو                             | أولغا هيلمي ساكورا هوسوجي                 | هان جيانشوي كو يون-وو ميساكي ماتسودا ليو شانغ                                       |
| 14 أكتوبر | هواهين، تايلاند ملعب صلب W15 قرعة المباريات الفردية والزوجية                                                      | تماتشان مومكونثود واتشاشول سواتدي 7–5، 6–3                    | باتشارين شيابشاندج ني ما تشوما                   | أولغا هيلمي ساكورا هوسوجي                 | هان جيانشوي كو يون-وو ميساكي ماتسودا ليو شانغ                                       |
| 14 أكتوبر | طبرقة، تونس ملعب ترابي W15 قرعة المباريات الفردية والزوجية                                                        | نفيسة بيربيروفيتش 6–2، 6–2                                    | جوليا ستاماتوفا                                  | إيناس نيكولت تشيلسي فانهوت                | بيا لوفرج كوستانزا ترافرسي صوفيا ديميترييفا سيلفيا نجيريتش                          |
| 14 أكتوبر | طبرقة، تونس ملعب ترابي W15 قرعة المباريات الفردية والزوجية                                                        | نفيسة بيربيروفيتش سيلفيا نجيريتش 6–0، 6–3                     | نيكول جادينت تشيلسي فانهوت                       | إيناس نيكولت تشيلسي فانهوت                | بيا لوفرج كوستانزا ترافرسي صوفيا ديميترييفا سيلفيا نجيريتش                          |
| 14 أكتوبر | أنطاليا، تركيا ملعب صلب W15 قرعة المباريات الفردية والزوجية                                                       | ماجدالينا بانتوتشكوفا 6–3، 6–1                                | غابرييلا تايلور                                  | إيفا فيدر لينا جورشيشكا                   | أيلا أكسو أناستاسيا تيخونوفا إليسا فانلانجندونك بيتيا أرشينكوفا                     |
| 14 أكتوبر | أنطاليا، تركيا ملعب صلب W15 قرعة المباريات الفردية والزوجية                                                       | ماريانا درازيتش لينا جورشيشكا 7–5، 4–6، [10–7]                | إيفا فيدر ستيفاني فيشر                           | إيفا فيدر لينا جورشيشكا                   | أيلا أكسو أناستاسيا تيخونوفا إليسا فانلانجندونك بيتيا أرشينكوفا                     |
| 21 أكتوبر | Kiskút Open II سيكشفهيرفار، المجر ملعب ترابي (indoor) W100 Singles Draw – Doubles Draw                            | دانكا كوفينتش 6–4، 3–6، 6–3                                   | ايرينا كاميليا باغو                              | كاتارينا زافاتسكا فيرونيكا سبيد رويج      | كاجا جوفان تمارا كورباتش جاسمين باوليني مارتينا تريفيسان                            |
| 21 أكتوبر | Kiskút Open II سيكشفهيرفار، المجر ملعب ترابي (indoor) W100 Singles Draw – Doubles Draw                            | جورجينا غارسيا بيريز فاني ستولار 6–1، 7–6(7–4)                | نينا بوتوشنيك نيكا راديزش                        | كاتارينا زافاتسكا فيرونيكا سبيد رويج      | كاجا جوفان تمارا كورباتش جاسمين باوليني مارتينا تريفيسان                            |
| 21 أكتوبر | Internationaux Féminins de la Vienne بواتييه، فرنسا ملعب صلب (indoor) W80 Singles Draw – Doubles Draw             | نينا ستويانوفيتش 6–2، 7–6(7–2)                                | ليودميلا سامسونوفا                               | فيتاليا دياتشينكو أوسيان دودان            | جوليا جاتو مونتيكوني تيريزا مارتينكوفا ناتاليا فيكليانتسيفا تاتيانا ماريا           |
| 21 أكتوبر | Internationaux Féminins de la Vienne بواتييه، فرنسا ملعب صلب (indoor) W80 Singles Draw – Doubles Draw             | أماندين هيس هارموني تان 6–4، 6–2                              | تيسييا موردرجر يانا موردرجر                      | فيتاليا دياتشينكو أوسيان دودان            | جوليا جاتو مونتيكوني تيريزا مارتينكوفا ناتاليا فيكليانتسيفا تاتيانا ماريا           |
| 21 أكتوبر | Mercer Tennis Classic ماكون، الولايات المتحدة ملعب صلب W80 Singles Draw – Doubles Draw                            | كاترينا ستيوارت 6–7(2–7)، 6–3، 6–2                            | شيلبي روجرز                                      | دانييل لاو غريس مين                       | إيرينا فالكوني ستيفاني فوجيلي كوكو فانديواغ ويتني أوسويجوي                          |
| 21 أكتوبر | Mercer Tennis Classic ماكون، الولايات المتحدة ملعب صلب W80 Singles Draw – Doubles Draw                            | أوسوي مايتان أركونادا كارولين دولهايد 6–7(2–7)، 6–2، [10–8]   | جيمي فورليس فالنتيني جراماتيكوبولو               | دانييل لاو غريس مين                       | إيرينا فالكوني ستيفاني فوجيلي كوكو فانديواغ ويتني أوسويجوي                          |
| 21 أكتوبر | Bendigo Women's International بنديجو، أستراليا ملعب صلب W60 Singles Draw – Doubles Draw                           | ليزيت كابريرا 6–2، 6–3                                        | ماديسون إنجليس                                   | برسيلا هون كيوكا أوكامورا                 | أوليفيا روجوفسكا تشيهيرو موراماتسو ديستاني أيافا ستورم ساندرز                       |
| 21 أكتوبر | Bendigo Women's International بنديجو، أستراليا ملعب صلب W60 Singles Draw – Doubles Draw                           | ماديسون إنغليس كايلا مكفي 3–6، 6–2، [10–2]                    | نايكثا بينز تيريزا ميهاليكوفا                    | برسيلا هون كيوكا أوكامورا                 | أوليفيا روجوفسكا تشيهيرو موراماتسو ديستاني أيافا ستورم ساندرز                       |
| 21 أكتوبر | تشالنجر دي ساغينيه ساغينيه، كندا ملعب صلب (indoor) W60 Singles Draw – Doubles Draw                                | أندي دي فرومي 3–6، 6–4، 7–5                                   | روبن أندرسون                                     | فرانسواز أبندا سامانثا موراي              | جيسيكا ليفيانو كيمبرلي زيمرمان ليلى آني فرنانديز بيبيان ويجيرس                      |
| 21 أكتوبر | تشالنجر دي ساغينيه ساغينيه، كندا ملعب صلب (indoor) W60 Singles Draw – Doubles Draw                                | ميلودي كولارد ليلى آني فرنانديز 7–6(7–3)، 6–2                 | سامانثا موراي بيبيان ويجيرس                      | فرانسواز أبندا سامانثا موراي              | جيسيكا ليفيانو كيمبرلي زيمرمان ليلى آني فرنانديز بيبيان ويجيرس                      |
| 21 أكتوبر | ناننينغ، الصين ملعب صلب W25 قرعة المباريات الفردية والزوجية                                                       | كاثينكا فون ديكمان 4–6، 7–6(7–3)، 7–5                         | أناستاسيا جاسانوفا                               | لو جياجينغ دليلا ياكوبوفيتش               | قو ميكي كلارا تاوسون ما شوييه فاليريا سافينيخ                                       |
| 21 أكتوبر | ناننينغ، الصين ملعب صلب W25 قرعة المباريات الفردية والزوجية                                                       | كسينيا لاسكوتوفا رالوكا شيربان 6–2، 6–4                       | تساو سيكي وانغ داني                              | لو جياجينغ دليلا ياكوبوفيتش               | قو ميكي كلارا تاوسون ما شوييه فاليريا سافينيخ                                       |
| 21 أكتوبر | كوكوتا، كولومبيا ملعب ترابي W25 قرعة المباريات الفردية والزوجية                                                   | آلي كيك 6–2، 6–2                                              | كوني بيرين                                       | سيندي بيرغر إميليانا أرانجو               | كارولينا ألفيس ماريا كاميلا أوسوريو سيرانو آنا دانيلينا باربرا غاتيكا               |
| 21 أكتوبر | كوكوتا، كولومبيا ملعب ترابي W25 قرعة المباريات الفردية والزوجية                                                   | كارولينا ألفيس ريناتا زارازوا 6–1، 0–0، انسحاب                | إميليانا أرانجو فيكتوريا بوثيو                   | سيندي بيرغر إميليانا أرانجو               | كارولينا ألفيس ماريا كاميلا أوسوريو سيرانو آنا دانيلينا باربرا غاتيكا               |
| 21 أكتوبر | إسطنبول، تركيا ملعب صلب (indoor) W25 قرعة المباريات الفردية والزوجية                                              | كاميلا راخيموفا 3–6، 7–5، 3–6                                 | بيمرا أوزجن                                      | آنا كوبيفا ريتشل هوجينكامب                | إيلينا غابرييلا روس كاتارزينا بيتر أولغا دانيلوفيتش فلادا كوفال                     |
| 21 أكتوبر | إسطنبول، تركيا ملعب صلب (indoor) W25 قرعة المباريات الفردية والزوجية                                              | ريتشل هوجينكامب ليزلي كركهوف 2–6، 6–2، [6–10]                 | سوزان بانديتشي كاتارزينا بيتر                    | آنا كوبيفا ريتشل هوجينكامب                | إيلينا غابرييلا روس كاتارزينا بيتر أولغا دانيلوفيتش فلادا كوفال                     |
| 21 أكتوبر | دالاس، الولايات المتحدة ملعب صلب W25 قرعة المباريات الفردية والزوجية                                              | جيمي لوبي 0–6، 7–6(3–7)، 0–6                                  | أنهيلينا كالينينا                                | مارسيلا زكرياس كاتي سوان                  | أوليفيا تجاندراموليا توري كينارد كايلا داي مونيكا كيلناروفا                         |
| 21 أكتوبر | دالاس، الولايات المتحدة ملعب صلب W25 قرعة المباريات الفردية والزوجية                                              | أوليفيا تجاندراموليا مارسيلا زكرياس 3–6، 4–6                  | إميلي أبلتون جيمي لوبي                           | مارسيلا زكرياس كاتي سوان                  | أوليفيا تجاندراموليا توري كينارد كايلا داي مونيكا كيلناروفا                         |
| 21 أكتوبر | شرم الشيخ، مصر ملعب صلب W15 قرعة المباريات الفردية والزوجية                                                       | فيكتوريا كناپاتسكايا 2–6، 2–6                                 | كاميلا روزاتيلو                                  | لينيا مالمكڤيست أرليندا روشتي             | مارتينا كوبكا سڤيتلانا يانسيتوفا ڤيرونيكا فالكوفسكا آنا بيانكا ميهاييلا             |
| 21 أكتوبر | شرم الشيخ، مصر ملعب صلب W15 قرعة المباريات الفردية والزوجية                                                       | ڤيرونيكا فالكوفسكا مارتينا كوبكا 5–7، 1–6                     | إيلينا-تودورا كادار يلينا ستويانوفيتش            | لينيا مالمكڤيست أرليندا روشتي             | مارتينا كوبكا سڤيتلانا يانسيتوفا ڤيرونيكا فالكوفسكا آنا بيانكا ميهاييلا             |
| 21 أكتوبر | ميتبيك، المكسيك ملعب صلب W15 قرعة المباريات الفردية والزوجية                                                      | كارولين روميو 6–4، 1–6، 6–3                                   | ستايسي فونغ                                      | كيرستن-أندريا ويدون ساباستياني ليون       | أكيلا جيمس كيلي ولفورد بريندا بايز ميريل هودت                                       |
| 21 أكتوبر | ميتبيك، المكسيك ملعب صلب W15 قرعة المباريات الفردية والزوجية                                                      | سارا لي ساباستياني ليون 4–6، 6–4، [10–4]                      | ميريل هودت كارولين روميو                         | كيرستن-أندريا ويدون ساباستياني ليون       | أكيلا جيمس كيلي ولفورد بريندا بايز ميريل هودت                                       |
| 21 أكتوبر | أوسلو، النرويج ملعب صلب (indoor) W15 قرعة المباريات الفردية والزوجية                                              | يكاترينا كازيونوفا 6–3، 6–0                                   | فيرينا ميليس                                     | كاثلين كانيف سارا غامبوغي                 | إيفيتا دابكوتي ماليني هيلغو أولغا هيلمي كاترين سار                                  |
| 21 أكتوبر | أوسلو، النرويج ملعب صلب (indoor) W15 قرعة المباريات الفردية والزوجية                                              | يكاترينا كازيونوفا آنا بوبسكو 3–6، 7–5، [10–5]                | إيفيتا دابكوتي إنغريد فوجيناكوفا                 | كاثلين كانيف سارا غامبوغي                 | إيفيتا دابكوتي ماليني هيلغو أولغا هيلمي كاترين سار                                  |
| 21 أكتوبر | لوسادا، البرتغال ملعب صلب (indoor) W15 قرعة المباريات الفردية والزوجية                                            | فرانسيسكا خورخي 4–6، 7–6(8–6)، 6–4                            | كارول مونيت                                      | أينوا أتشا غوميز أوبان دروغيه             | ألمودينا سانز-يانزا فرنانديز سيليا سيرفينيو رويز إينيس مورتا مارغو أورانج           |
| 21 أكتوبر | لوسادا، البرتغال ملعب صلب (indoor) W15 قرعة المباريات الفردية والزوجية                                            | سيليا سيرفينيو رويز أنجلس مورينو بارانكويرو 6–3، 7–5          | فرانسيسكا خورخي أولغا باريس أزكويتا              | أينوا أتشا غوميز أوبان دروغيه             | ألمودينا سانز-يانزا فرنانديز سيليا سيرفينيو رويز إينيس مورتا مارغو أورانج           |
| 21 أكتوبر | ستوكهولم، السويد ملعب صلب (indoor) W15 قرعة المباريات الفردية والزوجية                                            | جولي جيرفيه 6–1، 6–3                                          | فاني ستلند                                       | أونا أوربانا جاكلين كاباج أواد            | تيفاني ويليام سارا دالستروم إيدا يارلسكوغ أنجليينا زورافليفا                        |
| 21 أكتوبر | ستوكهولم، السويد ملعب صلب (indoor) W15 قرعة المباريات الفردية والزوجية                                            | فاني ستلند ألينا سيليتش 6–3، 6–2                              | جاكلين كاباج أواد أونا أوربانا                   | أونا أوربانا جاكلين كاباج أواد            | تيفاني ويليام سارا دالستروم إيدا يارلسكوغ أنجليينا زورافليفا                        |
| 21 أكتوبر | طبرقة، تونس ملعب ترابي W15 قرعة المباريات الفردية والزوجية                                                        | غانا بوزنيخيرينكو 2–6، 6–3، 6–4                               | جوليت ستوير                                      | لميس الحسين عبد العزيز ألينا شاراييفا     | تشيلسي فانهوته نوريا برنشاشيو مارتينا كولمينيا أديثيا كاروناراتني                   |
| 21 أكتوبر | طبرقة، تونس ملعب ترابي W15 قرعة المباريات الفردية والزوجية                                                        | نفيسة بيربيروفيتش سيلفيا نجيريتش 7–6(7–5)، 6–4                | غانا بوزنيخيرينكو جوليت ستوير                    | لميس الحسين عبد العزيز ألينا شاراييفا     | تشيلسي فانهوته نوريا برنشاشيو مارتينا كولمينيا أديثيا كاروناراتني                   |
| 21 أكتوبر | أنطاليا، تركيا ملعب صلب W15 قرعة المباريات الفردية والزوجية                                                       | داريا كروجكوفا 6–0، 3–0 انسحاب                                | غابرييلا تايلور                                  | أناستاسيا تيخونوفا نوا لياوو أ فونغ       | ميرا أنتونيش يانا كاربوفيتش أيوانا غاسبار إيفان أوزليم أوسلو                        |
| 21 أكتوبر | أنطاليا، تركيا ملعب صلب W15 قرعة المباريات الفردية والزوجية                                                       | ميرا أنتونيش غابرييلا تايلور 6–4، 6–7(5–7)، [10–3]            | فيكتوريا ديما نوا لياوو أ فونغ                   | أناستاسيا تيخونوفا نوا لياوو أ فونغ       | ميرا أنتونيش يانا كاربوفيتش أيوانا غاسبار إيفان أوزليم أوسلو                        |
| 21 أكتوبر | أوستن، الولايات المتحدة ملعب صلب W15 قرعة المباريات الفردية والزوجية                                              | بيانكا توراتي 3–6، 6–3، 6–2                                   | آنا توراتي                                       | شارلوت شافاتيبون ميلاني كريفوي            | دومينيك شيفر أناستاسيا سيسوفا تيفاني فيكيت ألفينا كالييفا                           |
| 21 أكتوبر | أوستن، الولايات المتحدة ملعب صلب W15 قرعة المباريات الفردية والزوجية                                              | آنا توراتي بيانكا توراتي 6–3، 1–6، [10–4]                     | ميلاني كريفوي فيرنندا لابرينا                    | شارلوت شافاتيبون ميلاني كريفوي            | دومينيك شيفر أناستاسيا سيسوفا تيفاني فيكيت ألفينا كالييفا                           |
| 28 أكتوبر | RBC Pro Challenge تايلر، الولايات المتحدة ملعب صلب W80 Singles Draw – Doubles Draw                                | ماندي مينلا 4–6، 4–6                                          | أليكسا جلاتش                                     | مارسيلا زكرياس دانييل لاو                 | كارولين دولهايد كوكو فانديواغ ويتني أوسويجوي جيمي لووب                              |
| 28 أكتوبر | RBC Pro Challenge تايلر، الولايات المتحدة ملعب صلب W80 Singles Draw – Doubles Draw                                | بياتريس جوموليا جيسي رومبيس 2–6، 3–6                          | هسو تشيه يو مارسيلا زكرياس                       | مارسيلا زكرياس دانييل لاو                 | كارولين دولهايد كوكو فانديواغ ويتني أوسويجوي جيمي لووب                              |
| 28 أكتوبر | City of Playford Tennis International II بلايفورد، أستراليا ملعب صلب W60 Singles Draw – Doubles Draw              | ستورم ساندرز 3–6، 4–6                                         | ليزيت كابيرا                                     | شيهيرو موراماتسو ماديسون إنجليس           | جنيفر إيلي نايكثا بينز آسيا محمد بيليندا وولكوك                                     |
| 28 أكتوبر | City of Playford Tennis International II بلايفورد، أستراليا ملعب صلب W60 Singles Draw – Doubles Draw              | آسيا محمد ستورم ساندرز 3–6، 4–6                               | نايكثا بينز تيريزا ميهاليكوفا                    | شيهيرو موراماتسو ماديسون إنجليس           | جنيفر إيلي نايكثا بينز آسيا محمد بيليندا وولكوك                                     |
| 28 أكتوبر | Tevlin Women's Challenger تورونتو، كندا ملعب صلب (داخلي) W60 Singles Draw – Doubles Draw                          | فرانشيسكا دي لورينزو 6–7(3–7)، 4–6                            | كيرستن فليبكينس                                  | سامانثا موراي بيبيان ويجيرس               | إليتسا كوستوفا أندي دي فرومي جيسيكا بونشيه كاثرين هاريسون                           |
| 28 أكتوبر | Tevlin Women's Challenger تورونتو، كندا ملعب صلب (داخلي) W60 Singles Draw – Doubles Draw                          | روبن أندرسون جيسيكا بونشيه 6–7(7–9)، 2–6                      | ميلودي كولارد ليلاه آني فرنانديز                 | سامانثا موراي بيبيان ويجيرس               | إليتسا كوستوفا أندي دي فرومي جيسيكا بونشيه كاثرين هاريسون                           |
| 28 أكتوبر | Liuzhou Open ليوشو، الصين ملعب صلب W60 Singles Draw – Doubles Draw                                                | تشو لين 2–6، 6–0، 6–1                                         | أرينا روديونوفا                                  | شو شيلين لو جياجينغ                       | ليو فانجزو ديانا رادانوفيتش مارِيَا بُلكوفيدزِي ناتَالْيَا كوستيتش                         |
| 28 أكتوبر | Liuzhou Open ليوشو، الصين ملعب صلب W60 Singles Draw – Doubles Draw                                                | جيانغ شينيو تانغ تشيانهوِي 6–4، 6–4                            | أنكيتا راينا روزالِي فَان دير هُوك                  | شو شيلين لو جياجينغ                       | ليو فانجزو ديانا رادانوفيتش مارِيَا بُلكوفيدزِي ناتَالْيَا كوستيتش                         |
| 28 أكتوبر | أوبن نانت أتلانتيك نانت، فرنسا ملعب صلب (indoor) W60 Singles Draw – Doubles Draw                                  | كريستينا بوكشا 6–2، 6–7(11–13)، 7–6(8–6)                      | تمارا كورباتش                                    | مَارتِينَا كارِيجَارُو آنا بوغدان               | تاتيانا ماريا أودري ألبي فيتاليا دياتشينكو أماندين هيس                              |
| 28 أكتوبر | أوبن نانت أتلانتيك نانت، فرنسا ملعب صلب (indoor) W60 Singles Draw – Doubles Draw                                  | أكجول أمانمورادوف إيكاترين جورجودزي 7–6(7–2)، 6–3             | فِيفِيان هَيّسِن يَانَا سِيزِيكُوفَا                        | مَارتِينَا كارِيجَارُو آنا بوغدان               | تاتيانا ماريا أودري ألبي فيتاليا دياتشينكو أماندين هيس                              |
| 28 أكتوبر | سنتيناريو أوبن أسونسيون، باراغواي ملعب ترابي W60 Singles Draw – Doubles Draw                                      | إليزابيتا كوكسياريتو 6–1، 4–6، 6–0                            | ساره إيراني                                      | غيلِرْمِينَا نايا ماريا كاميلا أوسوريو سيرانو | رِينَاتَا زَارازُوَا غابرييلا سي تيليانا بيريرا آلي كيك                                   |
| 28 أكتوبر | سنتيناريو أوبن أسونسيون، باراغواي ملعب ترابي W60 Singles Draw – Doubles Draw                                      | أندريا غاميز جورجينا غارسيا بيريز 6–4، 3–6، [10–3]            | آنا دانيلينا كوني بيرين                          | غيلِرْمِينَا نايا ماريا كاميلا أوسوريو سيرانو | رِينَاتَا زَارازُوَا غابرييلا سي تيليانا بيريرا آلي كيك                                   |
| 28 أكتوبر | بيتنج، لوكسمبورغ ملعب صلب (indoor) W25 قرعة المباريات الفردية والزوجية                                            | أرانتشا روس 6–3، 3–6، 6–3                                     | لَورا يُوَانَا پار                                   | بولا بادوسا صوفْيَا لَانسِيرِه                 | بيمرا أوزجن مارِينََا يُودَانُوف كاتارزينا بيتر هارموني تان                               |
| 28 أكتوبر | بيتنج، لوكسمبورغ ملعب صلب (indoor) W25 قرعة المباريات الفردية والزوجية                                            | لَورا يُوَانَا پار يُولِيَا وَاشَشِيك 7–6(13–11)، 1–6، [11–9]           | كاتارزينا بيتر أرانتشا روس                       | بولا بادوسا صوفْيَا لَانسِيرِه                 | بيمرا أوزجن مارِينََا يُودَانُوف كاتارزينا بيتر هارموني تان                               |
| 28 أكتوبر | بوغوتا، كولومبيا ملعب ترابي (indoor) W15 قرعة المباريات الفردية والزوجية                                          | داشا إيفانوفا 6–3، 2–1 ret.                                   | فاندا لوكاش                                      | نيكا كوكهارتشوك إيفانيا مارتينيتش         | يوليانا مونروي ماريا جوليانا بارا روميرو ماريا بولينا بيريز أنتونيا ساموديو         |
| 28 أكتوبر | بوغوتا، كولومبيا ملعب ترابي (indoor) W15 قرعة المباريات الفردية والزوجية                                          | أليساندرا سيموني تينا نادين سميث 6–4، 6–1                     | مارسلا جيماريش بوينو سييرا ستون                  | نيكا كوكهارتشوك إيفانيا مارتينيتش         | يوليانا مونروي ماريا جوليانا بارا روميرو ماريا بولينا بيريز أنتونيا ساموديو         |
| 28 أكتوبر | شرم الشيخ، مصر ملعب صلب W15 قرعة المباريات الفردية والزوجية                                                       | ساندرا سمير 6–2، 6–1                                          | جوانا زافادزكا                                   | أنيتا هوساريتش جوان زوغر                  | فريدريكا براتي ميلاني كلافنير ماريانا زاكارليوك مارتينا كوبكا                       |
| 28 أكتوبر | شرم الشيخ، مصر ملعب صلب W15 قرعة المباريات الفردية والزوجية                                                       | فريدريكا براتي ساندرا سمير 6–2، 6–2                           | وارونا مدلولا كاتالينا بيلا                      | أنيتا هوساريتش جوان زوغر                  | فريدريكا براتي ميلاني كلافنير ماريانا زاكارليوك مارتينا كوبكا                       |
| 28 أكتوبر | Internazionali Tennis Val Gardena Südtirol أورتيزي، إيطاليا ملعب صلب (indoor) W15 قرعة المباريات الفردية والزوجية | كلوديا جيوفين 4–6، 6–1، 6–1                                   | أنجا ويلدجروبر                                   | سينا هيرمان كلارا فلاسيلير                | فيرينا هوفر أليساندرا مازولا سارا جامبوغي أنيتا لاباوتكوفا                          |
| 28 أكتوبر | Internazionali Tennis Val Gardena Südtirol أورتيزي، إيطاليا ملعب صلب (indoor) W15 قرعة المباريات الفردية والزوجية | كلارا هايكوفا أنيتا لاباوتكوفا 6–3، 3–6، [10–7]               | كلوديا جيوفين ماريا مارفوتينا                    | سينا هيرمان كلارا فلاسيلير                | فيرينا هوفر أليساندرا مازولا سارا جامبوغي أنيتا لاباوتكوفا                          |
| 28 أكتوبر | كانكون، المكسيك ملعب صلب W15 قرعة المباريات الفردية والزوجية[وصلة مكسورة]                                         | أدريان ناغي 6–3، 6–2                                          | راشيل جايلس                                      | راميا ناتاراجان ستيفي كاروز               | تايلور نغ أنفيسا دانيلتشينكو ديانا مارتينوف ماري كلوس                               |
| 28 أكتوبر | كانكون، المكسيك ملعب صلب W15 قرعة المباريات الفردية والزوجية[وصلة مكسورة]                                         | ماديسون أبيل إيل كريستنسن 6–1، 6–4                            | جينيفر روزا دورادو أناستاسيا سيسويفا             | راميا ناتاراجان ستيفي كاروز               | تايلور نغ أنفيسا دانيلتشينكو ديانا مارتينوف ماري كلوس                               |
| 28 أكتوبر | لوسادا، البرتغال ملعب صلب (indoor) W15 قرعة المباريات الفردية والزوجية                                            | سيليا سيرفينيو رويز 0–6، 7–6(7–5)، 6–3                        | إيوانا لوريدانا روسكا                            | مارغو أورانج ليندا نوسكوفا                | مارينا باسولس ريبيرا فرانسيسكا خورخي أوبان دروغيه جاد سوفريان                       |
| 28 أكتوبر | لوسادا، البرتغال ملعب صلب (indoor) W15 قرعة المباريات الفردية والزوجية                                            | فرانسيسكا خورخي أولغا باريز أثكويتيا 6–4، 6–3                 | آنا فيليبا سانتوس ألمودينا سانز-يانيسا فيرنانديز | مارغو أورانج ليندا نوسكوفا                | مارينا باسولس ريبيرا فرانسيسكا خورخي أوبان دروغيه جاد سوفريان                       |
| 28 أكتوبر | ستوكهولم، السويد ملعب صلب (indoor) W15 قرعة المباريات الفردية والزوجية                                            | أناستاسيا كوليكوفا 7–5، 6–3                                   | إيلينا مالوينا                                   | جاكلين كاباج أواد فاني أوستلوند           | آنا أوكولوفا إلينا أفانيسيان إيكاترينا كازيونوفا نويل سيدينوفا                      |
| 28 أكتوبر | ستوكهولم، السويد ملعب صلب (indoor) W15 قرعة المباريات الفردية والزوجية                                            | مارغريتا إيجناتجيفا إيكاترينا كازيونوفا 2–6، 7–6(7–5)، [10–4] | جاكلين كاباج أواد أونا أوربانا                   | جاكلين كاباج أواد فاني أوستلوند           | آنا أوكولوفا إلينا أفانيسيان إيكاترينا كازيونوفا نويل سيدينوفا                      |
| 28 أكتوبر | طبرقة، تونس ملعب ترابي W15 قرعة المباريات الفردية والزوجية                                                        | جانا بوزنيخيرينكو 6–4، 6–1                                    | جولييت ستوير                                     | فيدريكا أرسيدياكونو سادا ناهيمانا         | لميس الحسين عبد العزيز نوريا برانكاشيو جوليا كريشينزي أديتيا كارونارتني             |
| 28 أكتوبر | طبرقة، تونس ملعب ترابي W15 قرعة المباريات الفردية والزوجية                                                        | جانا بوزنيخيرينكو جولييت ستوير 7–6(11–9)، 6–3                 | ياسمين منصوري سادا ناهيمانا                      | فيدريكا أرسيدياكونو سادا ناهيمانا         | لميس الحسين عبد العزيز نوريا برانكاشيو جوليا كريشينزي أديتيا كارونارتني             |
| 28 أكتوبر | أنطاليا، تركيا ملعب صلب W15 قرعة المباريات الفردية والزوجية                                                       | داريا كروژكوفا 7–5، 5–7، 7–6(7–1)                             | ماريا تكاتشيفا                                   | لوبوف كوستينكو نوا لياو آ فونغ            | يانتشا تيلبورجر ماغدالينا بانتوتشكوفا فيكتوريا ديما فاليريا ستراكوفا                |
| 28 أكتوبر | أنطاليا، تركيا ملعب صلب W15 قرعة المباريات الفردية والزوجية                                                       | فيكتوريا ميخايلوفا ماريا تكاتشيفا 6–3، 7–5                    | أناستاسيا بوبلافسكا نيكا شيتكوفسكايا             | لوبوف كوستينكو نوا لياو آ فونغ            | يانتشا تيلبورجر ماغدالينا بانتوتشكوفا فيكتوريا ديما فاليريا ستراكوفا                |

### نوفمبر
| الأسبوع   | البطولة                                                                                           | الفائزات                                                                                    | الوصيفات                                   | المتأهلات لنصف النهائي                     | المتأهلات لربع النهائي                                                   |
| --------- | ------------------------------------------------------------------------------------------------- | ------------------------------------------------------------------------------------------- | ------------------------------------------ | ------------------------------------------ | ------------------------------------------------------------------------ |
| 4 نوفمبر  | Shenzhen Longhua Open شنجن (الصين)، الصين ملعب صلب W100 Singles Draw – Doubles Draw               | تشو لين 6–3، 1–3، انسحاب                                                                    | بينغ شواي                                  | جاسمين باوليني كرامي نارا                  | دانكا كوفينتش نينا ستويانوفيتش يانا كابلوفا تيميا بابوش                  |
| 4 نوفمبر  | Shenzhen Longhua Open شنجن (الصين)، الصين ملعب صلب W100 Singles Draw – Doubles Draw               | ناو هيبينو ماكوتو نينوميا 6–4، 6–0                                                          | صوفيا شاباتافا إميلي ويبلي سميث            | جاسمين باوليني كرامي نارا                  | دانكا كوفينتش نينا ستويانوفيتش يانا كابلوفا تيميا بابوش                  |
| 4 نوفمبر  | Copa LP Chile Hacienda Chicureo كولينا، تشيلي ملعب ترابي W60 Singles Draw – Doubles Draw          | إليزابيتا كوكسياريتو 6–3، 6–4                                                               | فيكتوريا بوثيو                             | آلي كيك ميار شريف                          | كاتارينا كيرلاخ غابرييلا سي سيوني مينديز ماريا كاميلا أوسوريو سيرانو     |
| 4 نوفمبر  | Copa LP Chile Hacienda Chicureo كولينا، تشيلي ملعب ترابي W60 Singles Draw – Doubles Draw          | هايلي كارتر لويزا ستيفاني 5–7، 6–3، [10–6]                                                  | آنا دانيلينا كوني بيرين                    | آلي كيك ميار شريف                          | كاتارينا كيرلاخ غابرييلا سي سيوني مينديز ماريا كاميلا أوسوريو سيرانو     |
| 4 نوفمبر  | Henderson Tennis Open لاس فيغاس، الولايات المتحدة ملعب صلب W60 Singles Draw – Doubles Draw        | مايو هيبي 6–2، 5–7، 6–2                                                                     | أنهيلينا كالينينا                          | كاثرين سيبوف كاتارينا زافاتسكا             | أولجا جوفورتسوفا فارفارا ليبتشينكو كارولين دولهايد أليكسا جلاتش          |
| 4 نوفمبر  | Henderson Tennis Open لاس فيغاس، الولايات المتحدة ملعب صلب W60 Singles Draw – Doubles Draw        | أولجا جوفورتسوفا ماندي مينلا 6–3، 6–4                                                       | صوفي تشانغ ألكسندرا مولر                   | كاثرين سيبوف كاتارينا زافاتسكا             | أولجا جوفورتسوفا فارفارا ليبتشينكو كارولين دولهايد أليكسا جلاتش          |
| 4 نوفمبر  | سانت إتيان، فرنسا ملعب صلب (indoor) W25 قرعة المباريات الفردية والزوجية                           | آنا بوغدان Walkover                                                                         | أوسيان دودان                               | تمارا كورباتش فيتاليا دياتشينكو            | إستيل كاسينو إلسا جاكيموت تشالا بويوكاكاتشاي مارتينا تريفيسان            |
| 4 نوفمبر  | سانت إتيان، فرنسا ملعب صلب (indoor) W25 قرعة المباريات الفردية والزوجية                           | مارينا ميلنيكوفا لورا إيوانا بار 6–3، 6–7(7–9)، [11–9]                                      | كريستينا بوكشا جوليا واتشاتشيك             | تمارا كورباتش فيتاليا دياتشينكو            | إستيل كاسينو إلسا جاكيموت تشالا بويوكاكاتشاي مارتينا تريفيسان            |
| 4 نوفمبر  | هوا هين، تايلاند ملعب صلب W25 قرعة المباريات الفردية والزوجية                                     | ليزلي كركهوف 7–6(7–5)، 5–7، 7–5                                                             | إيديس تشونغ                                | نايثا بينز سيمونا والتيرت                  | هيريكين تايرا بلاك جوانا جارلاند نودنيدا لوانجنام كيوكا أوكامورا         |
| 4 نوفمبر  | هوا هين، تايلاند ملعب صلب W25 قرعة المباريات الفردية والزوجية                                     | جورجيا كراتشون إيفا غيريرو ألفاريز 6–2، 7–5                                                 | ليزلي كركهوف تامارين تاناسوجارن            | نايثا بينز سيمونا والتيرت                  | هيريكين تايرا بلاك جوانا جارلاند نودنيدا لوانجنام كيوكا أوكامورا         |
| 4 نوفمبر  | ماليبو، الولايات المتحدة ملعب صلب W25 قرعة المباريات الفردية والزوجية                             | بيانكا توراتي 4–6، 6–4، 6–4                                                                 | كيتي فولينتس                               | كاترينا سكوت كلير ليو                      | آشلي لاهي كيمبرلي زيمرمان جيسيكا فيلا يوڤانا جاكشيك                      |
| 4 نوفمبر  | ماليبو، الولايات المتحدة ملعب صلب W25 قرعة المباريات الفردية والزوجية                             | دلما جالفي كيمبرلي زيمرمان 7–6(7–5)، 6–3                                                    | لوراين غييرمو آنا هيرتل                    | كاترينا سكوت كلير ليو                      | آشلي لاهي كيمبرلي زيمرمان جيسيكا فيلا يوڤانا جاكشيك                      |
| 4 نوفمبر  | شرم الشيخ، مصر ملعب صلب W15 قرعة المباريات الفردية والزوجية                                       | لي بي-تشي 6–2، 2–6، 6–2                                                                     | ميلاني كلافنير                             | إلينا-تودورا كادار ماريانا زاكارلوك        | ساندرا سمير رومي كولزر فيديريكا براتي أناستازيا جريمالسكا                |
| 4 نوفمبر  | شرم الشيخ، مصر ملعب صلب W15 قرعة المباريات الفردية والزوجية                                       | لي بي-تشي آنا بيانكا ميهيلا 6–2، 6–4                                                        | ألكسندرا بيتاك كاتارزينا بيتاك             | إلينا-تودورا كادار ماريانا زاكارلوك        | ساندرا سمير رومي كولزر فيديريكا براتي أناستازيا جريمالسكا                |
| 4 نوفمبر  | بارنو، إستونيا ملعب صلب (داخلي) W15 قرعة المباريات الفردية والزوجية                               | إلينا مالوغينا 6–4، 1–6، 7–5                                                                | يكاترينا كازيونوفا                         | يكاترينا شاليموفا كاترين صاآر              | أنستازيا بريبلوفا إيفيتا دابكوتي أنستازيا كوليكوفا سوزان لامينس          |
| 4 نوفمبر  | بارنو، إستونيا ملعب صلب (داخلي) W15 قرعة المباريات الفردية والزوجية                               | سوزان لامينس أنستازيا بريبلوفا 6–1، 6–2                                                     | إيفيتا دويوتاتي باتريسيا سباكا             | يكاترينا شاليموفا كاترين صاآر              | أنستازيا بريبلوفا إيفيتا دابكوتي أنستازيا كوليكوفا سوزان لامينس          |
| 4 نوفمبر  | كاندية، اليونان ملعب ترابي W15 قرعة المباريات الفردية والزوجية                                    | ليزا بيجاتو انسحاب                                                                          | ميلانيا ديلاي                              | باربورا ميكلوفا إيفا ليس                   | أوانا جافريلا ليزا سابينو نويليا بوزو زانوتي إيفا بريموراك               |
| 4 نوفمبر  | كاندية، اليونان ملعب ترابي W15 قرعة المباريات الفردية والزوجية                                    | نويليا بوزو زانوتي نويليا زيبالوس 6–4، 5–7، [10–6]                                          | ليكسي ستيفنز دراجينيا فوكوفيتش             | باربورا ميكلوفا إيفا ليس                   | أوانا جافريلا ليزا سابينو نويليا بوزو زانوتي إيفا بريموراك               |
| 4 نوفمبر  | غواتيمالا (مدينة)، غواتيمالا ملعب صلب W15 قرعة المباريات الفردية والزوجية                         | كارولين روميو 6–2، 7–6(7–5)                                                                 | ماريا بولينا بيريز                         | ميليسا موراليس كيرستين-أندريا ويدون        | كاتالينا بيلا أريشا لادهاني ساباستياني ليون مارا شميدت                   |
| 4 نوفمبر  | غواتيمالا (مدينة)، غواتيمالا ملعب صلب W15 قرعة المباريات الفردية والزوجية                         | ميليسا موراليس كيرستين-أندريا ويدون 6–3، 7–6(7–4)                                           | وارونا مدلولا كاتالينا بيلا                | ميليسا موراليس كيرستين-أندريا ويدون        | كاتالينا بيلا أريشا لادهاني ساباستياني ليون مارا شميدت                   |
| 4 نوفمبر  | سولارينو، إيطاليا ملعب مفروش W15 قرعة المباريات الفردية والزوجية                                  | بويانا كلينكوف 3–6، 6–4، 6–3                                                                | تاتيانا بييري                              | فيديريكا بيلاردو ماريا ماسيني              | نيكولا بريتشكوفا نيكول فوسا هويرجو ليزا بونومار إلين أودينارت            |
| 4 نوفمبر  | سولارينو، إيطاليا ملعب مفروش W15 قرعة المباريات الفردية والزوجية                                  | إيزابيل هافيرلاج آنا بوبسكو 6–1، 6–1                                                        | ماريا ماسيني أنستازيا بيانجيرلي            | فيديريكا بيلاردو ماريا ماسيني              | نيكولا بريتشكوفا نيكول فوسا هويرجو ليزا بونومار إلين أودينارت            |
| 4 نوفمبر  | كانكون، المكسيك ملعب صلب W15 قرعة المباريات الفردية والزوجية                                      | ماريا خوسيه بورتيو راميريز 6–7(4–7)، 7–5، 6–2                                               | تيباني فيكيه                               | أنستازيا سيسويفا ستيفي كاروثرز             | ليتيشيا بولشارتوفا تشيسا هوسونوما ميسا مالكين صوفيا سوينغ                |
| 4 نوفمبر  | كانكون، المكسيك ملعب صلب W15 قرعة المباريات الفردية والزوجية                                      | شافيت كيمشي أدريان ناغي 6–3، 6–2                                                            | تيباني فيكيه تيا ياندريتش                  | أنستازيا سيسويفا ستيفي كاروثرز             | ليتيشيا بولشارتوفا تشيسا هوسونوما ميسا مالكين صوفيا سوينغ                |
| 4 نوفمبر  | المنستير، تونس ملعب صلب W15 قرعة المباريات الفردية والزوجية                                       | لوكريتسيا ستيفانيني 6–4، 6–0                                                                | سادا ناهيما                                | نيكولا توماجوفا إيفون كافالي رييميرس       | ماري تيمين فينسيان ريمي ياسمين منصوري كارلا تولي                         |
| 4 نوفمبر  | المنستير، تونس ملعب صلب W15 قرعة المباريات الفردية والزوجية                                       | أنجيليكا راجي كارلا تولي 3–6، 6–4، [10–7]                                                   | لميس الحسين عبد العزيز سيليستين أفومو إيلا | نيكولا توماجوفا إيفون كافالي رييميرس       | ماري تيمين فينسيان ريمي ياسمين منصوري كارلا تولي                         |
| 4 نوفمبر  | أنطاليا، تركيا ملعب صلب W15 قرعة المباريات الفردية والزوجية                                       | شيهو أكيتا 6–2، 6–4                                                                         | ماغدالينا بانتوچكوفا                       | يوهانا ماركوفا أندريا غيتشيسكو             | أيوانا غاسبار إيفان كارولا باتريسيا بيجينارو ليوبوف كوستنكو فيونا غانتس  |
| 4 نوفمبر  | أنطاليا، تركيا ملعب صلب W15 قرعة المباريات الفردية والزوجية                                       | يوهانا ماركوفا نيكا راديشيتش 6–2، 4–6، [11–9]                                               | بولا أرياس مانخون فرانسيسكا كورمي          | يوهانا ماركوفا أندريا غيتشيسكو             | أيوانا غاسبار إيفان كارولا باتريسيا بيجينارو ليوبوف كوستنكو فيونا غانتس  |
| 11 نوفمبر | أندو سيكيوريتيز أوبن طوكيو، اليابان ملعب صلب W100 قرعة المباريات الفردية – قرعة المباريات الزوجية | تشانغ شواي 6–3، 7–5                                                                         | جاسمين باوليني                             | تاتيانا ماريا بينغ شواي                    | ناو هيبينو وانغ شينيو هان زينيون كرامي نارا                              |
| 11 نوفمبر | أندو سيكيوريتيز أوبن طوكيو، اليابان ملعب صلب W100 قرعة المباريات الفردية – قرعة المباريات الزوجية | تشوي جي-هي هان نا-لاي 6–3، 6–3                                                              | هاروكو كاجي جونري ناميجاتا                 | تاتيانا ماريا بينغ شواي                    | ناو هيبينو وانغ شينيو هان زينيون كرامي نارا                              |
| 11 نوفمبر | مينسك، بيلاروسيا ملعب صلب (indoor) W25 قرعة المباريات الفردية والزوجية                            | أنستازيا زاخاروفا 6–4، 6–3                                                                  | مارينا ميلنيكوفا                           | يوليا هاتوكو لوسيا برونزيتي                | جيسيكا بيري أناستاسيا جاسانوفا إيما رادوكانو كاتارزينا بيتر              |
| 11 نوفمبر | مينسك، بيلاروسيا ملعب صلب (indoor) W25 قرعة المباريات الفردية والزوجية                            | فيكتوريا كان آنا مورجينا 7–6(7–3)، 7–6(7–4)                                                 | سوزان لامينز أنستازيا بريبيلوفا            | يوليا هاتوكو لوسيا برونزيتي                | جيسيكا بيري أناستاسيا جاسانوفا إيما رادوكانو كاتارزينا بيتر              |
| 11 نوفمبر | قاليور، الهند ملعب صلب W25 قرعة المباريات الفردية والزوجية                                        | لو جياجينغ 7–5، 6–2                                                                         | صوفيا شاباتافا                             | بيرفو جينجيز سوجانيا بافيسيتي              | فونا كوزاكي كارمان تاندي فريا كريستي ماريا تيموفييفا                     |
| 11 نوفمبر | قاليور، الهند ملعب صلب W25 قرعة المباريات الفردية والزوجية                                        | مانا كاوامورا فونا كوزاكي 6–4، 6–1                                                          | بيتيا أرشينكوفا غيرغانا توبالوفا           | بيرفو جينجيز سوجانيا بافيسيتي              | فونا كوزاكي كارمان تاندي فريا كريستي ماريا تيموفييفا                     |
| 11 نوفمبر | هوا هين، تايلاند ملعب صلب W25 قرعة المباريات الفردية والزوجية                                     | ليزلي كركهوف 6–3، 6–4                                                                       | هوريكان تايرا بلاك                         | فالينتينا إيفاخنينكو إيفا غيريرو ألفاريز   | أبيغيل تيري-أبيشاه شون فانغ يينغ باتشارين تشيبشانديج سيمونا والترت       |
| 11 نوفمبر | هوا هين، تايلاند ملعب صلب W25 قرعة المباريات الفردية والزوجية                                     | ليزلي كركهوف تامارين تاناسوجارن 6–2، 7–6(7–5)                                               | نغ كوان ياو تشينغ سيساي                    | فالينتينا إيفاخنينكو إيفا غيريرو ألفاريز   | أبيغيل تيري-أبيشاه شون فانغ يينغ باتشارين تشيبشانديج سيمونا والترت       |
| 11 نوفمبر | أورلاندو، الولايات المتحدة ملعب ترابي W25 قرعة المباريات الفردية والزوجية                         | أرانتشا روس 6–3، 6–2                                                                        | إيرينا فيتيكاو                             | ستيفاني فاغنر ماريا ماتيس                  | كلير ليو جولييت شتور رينات زارازوا سيون مينديز                           |
| 11 نوفمبر | أورلاندو، الولايات المتحدة ملعب ترابي W25 قرعة المباريات الفردية والزوجية                         | كاثرين فاهي ستيفاني فاغنر 4–6، 6–2، [10–7]                                                  | كارولينا ألفيس رينات زارازوا               | ستيفاني فاغنر ماريا ماتيس                  | كلير ليو جولييت شتور رينات زارازوا سيون مينديز                           |
| 11 نوفمبر | شرم الشيخ، مصر ملعب صلب W15 قرعة المباريات الفردية والزوجية                                       | لي بي-تشي 6–4، 7–6(7–3)                                                                     | مارتينا برادوفا                            | ساندرا سمير آنا بيانكا ميهايلة             | إلين ألجروين إلينا تيودورا كادار آن صوفي مورانديس فيتاليا ستامات         |
| 11 نوفمبر | شرم الشيخ، مصر ملعب صلب W15 قرعة المباريات الفردية والزوجية                                       | ألكسندرا بيتاك كاتارزينا بيتاك 7–6(7–4)، 6–4                                                | جيونغ يونغ ون لي إيون هاي                  | ساندرا سمير آنا بيانكا ميهايلة             | إلين ألجروين إلينا تيودورا كادار آن صوفي مورانديس فيتاليا ستامات         |
| 11 نوفمبر | هيراكليون، اليونان ملعب ترابي W15 قرعة المباريات الفردية والزوجية                                 | دانييلا فيسمين 0–6، 7–6(7–5)، 6–1                                                           | داريا أستاخوفا                             | ليزا بيجاتو ميلانيا ديلاي                  | أنجيلا فيتا بولودا أرينا غابرييلا فاسيلسكو إيڤا بريموراك زيفا فالكنر     |
| 11 نوفمبر | هيراكليون، اليونان ملعب ترابي W15 قرعة المباريات الفردية والزوجية                                 | آني أميراغيان جوليا ستاماتوفا 6–1، 4–6، [10–7]                                              | أوانا غافريلا نوهيليا زيبالوس              | ليزا بيجاتو ميلانيا ديلاي                  | أنجيلا فيتا بولودا أرينا غابرييلا فاسيلسكو إيڤا بريموراك زيفا فالكنر     |
| 11 نوفمبر | سولارينو، إيطاليا سجاد W15 قرعة المباريات الفردية والزوجية                                        | تايسييا مورديرجر 7–6(7–5)، 6–7(7–9)، 6–1                                                    | نيكول فوسا هويغو                           | فيرونيكا إريافيتش بويانا كلينكوف           | فيديريكا بيلاردو يانا مورديرجر جوليا كريسينزي نوريا برانكاشيو            |
| 11 نوفمبر | سولارينو، إيطاليا سجاد W15 قرعة المباريات الفردية والزوجية                                        | تايسييا مورديرجر يانا مورديرجر 6–2، 6–3                                                     | إيما ديفيس نيكول فوسا هويغو                | فيرونيكا إريافيتش بويانا كلينكوف           | فيديريكا بيلاردو يانا مورديرجر جوليا كريسينزي نوريا برانكاشيو            |
| 11 نوفمبر | كانكون، المكسيك ملعب صلب W15 قرعة المباريات الفردية والزوجية                                      | رافاييل لاكاس 6–4، 7–5                                                                      | فيكتوريا مورفايوفا                         | فانيسا أونغ صوفيا سيوينغ                   | إيفا فيدر ألمودينا سانز-يانيسا فرنانديز إيلي كريستنسن أدريان ناغي        |
| 11 نوفمبر | كانكون، المكسيك ملعب صلب W15 قرعة المباريات الفردية والزوجية                                      | مايا تهان إيفا فيدر 6–4، 4–6، [10–2]                                                        | ألورا زاماريبا ماريبيلا زاماريبا           | فانيسا أونغ صوفيا سيوينغ                   | إيفا فيدر ألمودينا سانز-يانيسا فرنانديز إيلي كريستنسن أدريان ناغي        |
| 11 نوفمبر | المنستير، تونس ملعب صلب W15 قرعة المباريات الفردية والزوجية                                       | كارول مونيت 6–2، 3–1، انسحاب                                                                | أندريا بريساكارو                           | أنجيليكا راجي بويانا مارينكوفيتش           | ناديا اتشيفيريا ألام آني مينتجي ديل أولمو كسينيا لاسكوتوفا ياسمين منصوري |
| 11 نوفمبر | المنستير، تونس ملعب صلب W15 قرعة المباريات الفردية والزوجية                                       | ناديا اتشيفيريا ألام جوستينا ميكولسكيت 7–6(8–6)، 7–6(7–2)                                   | لميس الحسين عبد العزيز سيليستين أومو إيلا  | أنجيليكا راجي بويانا مارينكوفيتش           | ناديا اتشيفيريا ألام آني مينتجي ديل أولمو كسينيا لاسكوتوفا ياسمين منصوري |
| 11 نوفمبر | أنطاليا، تركيا ملعب ترابي W15 قرعة المباريات الفردية والزوجية                                     | إيبك أوز 6–1، 6–3                                                                           | يوهانا ماركوفا                             | فيكتوريا بيترينكو إيلاي يوريك              | ديانا ديميدوفا جابرييلا ميهايلوفا أيكو يوشيتومي دوركا دراهوتا-سابو       |
| 11 نوفمبر | أنطاليا، تركيا ملعب ترابي W15 قرعة المباريات الفردية والزوجية                                     | يوهانا ماركوفا نيكا راديشيتش 6–4، 7–5                                                       | إيبك أوز فيكتوريا بيترينكو                 | فيكتوريا بيترينكو إيلاي يوريك              | ديانا ديميدوفا جابرييلا ميهايلوفا أيكو يوشيتومي دوركا دراهوتا-سابو       |
| 18 نوفمبر | بوبال، الهند ملعب صلب W25 قرعة المباريات الفردية والزوجية                                         | تشيهيرو موراماتسو 6–1، 3–1، انسحاب                                                          | كارمان ثاندي                               | سارة-ريبيكا سيكوليتش ميلاني كلافنير        | مانا كاوامورا سوغانيا بافيستي جيرجانا توبالوفا كارين كينيل               |
| 18 نوفمبر | بوبال، الهند ملعب صلب W25 قرعة المباريات الفردية والزوجية                                         | روتوجا بسالي إميلي ويبلي سميث 6–4، 7–5                                                      | ديانا مارسنكفيتشا فاليريا ستراكهوفا        | سارة-ريبيكا سيكوليتش ميلاني كلافنير        | مانا كاوامورا سوغانيا بافيستي جيرجانا توبالوفا كارين كينيل               |
| 18 نوفمبر | سولارينو، إيطاليا ملعب سجاد W25 قرعة المباريات الفردية والزوجية                                   | جوليا جاتو مونتيكوني 2–6، 6–3، 7–5                                                          | يانا فيت                                   | تيريزا مردجا أوسيان دودان                  | أماندا كاريراس أولغا سايز لارا أندي دي فرومي ماريام بولكفادزي            |
| 18 نوفمبر | سولارينو، إيطاليا ملعب سجاد W25 قرعة المباريات الفردية والزوجية                                   | تايسييا مورديرجير يانا مورديرجير 6–3، 6–4                                                   | أولغا باريس أزكويتا إيوانا لوريدانا روسكا  | تيريزا مردجا أوسيان دودان                  | أماندا كاريراس أولغا سايز لارا أندي دي فرومي ماريام بولكفادزي            |
| 18 نوفمبر | نابولي، الولايات المتحدة ملعب ترابي W25 قرعة المباريات الفردية والزوجية                           | سيون مينديز 6–3، 6–4                                                                        | بانا أودفاردي                              | غابرييلا تالابا ريناتا زارازوا             | دانيال كولينز كاثرين فاهي كوين جليسون ماريا غوتيريريز كاراسكو            |
| 18 نوفمبر | نابولي، الولايات المتحدة ملعب ترابي W25 قرعة المباريات الفردية والزوجية                           | ماريا خوسيه بورتيو راميريز غابرييلا تالابا 7–5، 6–2                                         | ليا بوشكوفيتش سيوني مينديز                 | غابرييلا تالابا ريناتا زارازوا             | دانيال كولينز كاثرين فاهي كوين جليسون ماريا غوتيريريز كاراسكو            |
| 18 نوفمبر | توسان، الولايات المتحدة ملعب صلب W25 قرعة المباريات الفردية والزوجية                              | هيلي بابتيست 4–6، 6–4، 6–3                                                                  | مارسيلا زكرياس                             | أوليفيا تجاندراموليا كاتي فولينيتس         | فالنتينا ايفانوف كاثرين هاريسون صوفيا ويتل فلاتيتشا بابيتش               |
| 18 نوفمبر | توسان، الولايات المتحدة ملعب صلب W25 قرعة المباريات الفردية والزوجية                              | تم إلغاء مسابقة الزوجي بعد الانتهاء من الدور ربع النهائي بسبب الظروف الجوية السيئة المستمرة |                                            | أوليفيا تجاندراموليا كاتي فولينيتس         | فالنتينا ايفانوف كاثرين هاريسون صوفيا ويتل فلاتيتشا بابيتش               |
| 18 نوفمبر | شرم الشيخ، مصر ملعب صلب W15 قرعة المباريات الفردية والزوجية                                       | لي بي-تشي 6–2، 6–4                                                                          | آنا مورجينا                                | إلينا-تيودورا كادار لي أون-هاي             | فالنتينا رايزر أرليندا روشيني آنا بيانكا ميهاليا ألكسندرا بيتاك          |
| 18 نوفمبر | شرم الشيخ، مصر ملعب صلب W15 قرعة المباريات الفردية والزوجية                                       | جيونغ يونغ-وون لي أون-هاي Walkover                                                          | ميكايلا كرايتشيك فالنتينا رايزر            | إلينا-تيودورا كادار لي أون-هاي             | فالنتينا رايزر أرليندا روشيني آنا بيانكا ميهاليا ألكسندرا بيتاك          |
| 18 نوفمبر | هيراكليون، اليونان ملعب ترابي W15 قرعة المباريات الفردية والزوجية                                 | داريا أستاخوفا 4–6، 6–4، 6–3                                                                | أرينا غابرييلا فاسيليكو                    | نويليا بوزو زانوتي ألبا كارييو مارين       | بيا لوفريتش آني أميراغيان بولينا ليكينا نويليا زيبالوس                   |
| 18 نوفمبر | هيراكليون، اليونان ملعب ترابي W15 قرعة المباريات الفردية والزوجية                                 | ألبا كارييو مارين سيليا سيرفينيو رويز 7–6(8–6)، 6–1                                         | كلوديا هوستي فيرير بولينا ليكينا           | نويليا بوزو زانوتي ألبا كارييو مارين       | بيا لوفريتش آني أميراغيان بولينا ليكينا نويليا زيبالوس                   |
| 18 نوفمبر | كانكون، المكسيك ملعب صلب W15 قرعة المباريات الفردية والزوجية                                      | تايلور نغ 6–4، 7–6(7–2)                                                                     | مايوكا أيكاوا                              | ألمودينا سانز-لانيسا فرنانديز مايا بيتس    | جواني شريف نويلي لونجي نسيمبا بيج كلاين إل كريستنسن                      |
| 18 نوفمبر | كانكون، المكسيك ملعب صلب W15 قرعة المباريات الفردية والزوجية                                      | جوليا كونيشي كامارغو سيلفا تايلور نغ 7–6(9–7)، 0–0 ان.                                      | إل كريستنسن جواني شريف                     | ألمودينا سانز-لانيسا فرنانديز مايا بيتس    | جواني شريف نويلي لونجي نسيمبا بيج كلاين إل كريستنسن                      |
| 18 نوفمبر | المنستير، تونس ملعب صلب W15 قرعة المباريات الفردية والزوجية                                       | كارول مونيه 6–2، 6–0                                                                        | كلارا بوريل                                | مانو أركانجيولي جوستينا ميكولسكيت          | كلارا فلاسيلاير ماريانا درازيتش شيراز بشري جولين فايرد                   |
| 18 نوفمبر | المنستير، تونس ملعب صلب W15 قرعة المباريات الفردية والزوجية                                       | تمارا تشروفيتش كارول مونيه 6–3، 6–4                                                         | مانو أركانجيولي أليس روب                   | مانو أركانجيولي جوستينا ميكولسكيت          | كلارا فلاسيلاير ماريانا درازيتش شيراز بشري جولين فايرد                   |
| 18 نوفمبر | أنطاليا، تركيا ملعب صلب W15 قرعة المباريات الفردية والزوجية                                       | لينا غورشيسكا 6–3، 3–6، 6–1                                                                 | إيرينا خروماتشيفا                          | أيوانا غاسبار إيفان أونا أوربانا           | فاليريا يوششينكو ناهو ساتو آنا تشيكانسكايا أندريا غيتيسكو                |
| 18 نوفمبر | أنطاليا، تركيا ملعب صلب W15 قرعة المباريات الفردية والزوجية                                       | هايني أوغاتا أيكو يوشيتومي 6–1، 6–1                                                         | جيني دورست أيوانا غاسبار إيفان             | أيوانا غاسبار إيفان أونا أوربانا           | فاليريا يوششينكو ناهو ساتو آنا تشيكانسكايا أندريا غيتيسكو                |
| 25 نوفمبر | سولارينو، إيطاليا سجاد W25 قرعة المباريات الفردية والزوجية                                        | أندي دي فرومي 6–1، 6–2                                                                      | أورزولا رادفانسكا                          | تمارا كورباتش أوسيان دودان                 | تيريزا مردجا لارا سالدين تايسيا مورديرجر مونيكا كيلناروفا                |
| 25 نوفمبر | سولارينو، إيطاليا سجاد W25 قرعة المباريات الفردية والزوجية                                        | تايسيا مورديرجر يانا مورديرجر 6–3، 6–3                                                      | سارة لانسا أولجا باريز أزكويتيا            | تمارا كورباتش أوسيان دودان                 | تيريزا مردجا لارا سالدين تايسيا مورديرجر مونيكا كيلناروفا                |
| 25 نوفمبر | ميلوفيتسه، جمهورية التشيك ملعب صلب (داخلي) W15 قرعة المباريات الفردية والزوجية                    | كايا كانيبي 6–4، 6–3                                                                        | أنستازيا كوليكوفا                          | ليندا نوسكوفا جوانا ماركوفا                | كايسا هينيمان نيكولا بريتشكوفا أنجي أوبي كاجورو فيرونيكا بيبيليايفا      |
| 25 نوفمبر | ميلوفيتسه، جمهورية التشيك ملعب صلب (داخلي) W15 قرعة المباريات الفردية والزوجية                    | ألكسندرا بوسبيلوفا أنستازيا تيخونوفا 6–1، 7–5                                               | كارولينا بيرينكوفا باربورا ميكلوفا         | ليندا نوسكوفا جوانا ماركوفا                | كايسا هينيمان نيكولا بريتشكوفا أنجي أوبي كاجورو فيرونيكا بيبيليايفا      |
| 25 نوفمبر | القاهرة، مصر ملعب ترابي W15 قرعة المباريات الفردية والزوجية                                       | مارين فيرتلر 6–1، 6–4                                                                       | لميس الحسين عبد العزيز                     | كارلوتا مارتينيز سيريز غابرييلا هوراكوفا   | باربورا ماتوُشوفا ليكسي ستيفنز فيكتوريا كالينينا آنا لانتيغوا دي لا نويز  |
| 25 نوفمبر | القاهرة، مصر ملعب ترابي W15 قرعة المباريات الفردية والزوجية                                       | صوفيا دميتريفيا فيتاليا ستامات 6–0، 6–1                                                     | دوروتيجا يوكسوفيتش نادين كيلر              | كارلوتا مارتينيز سيريز غابرييلا هوراكوفا   | باربورا ماتوُشوفا ليكسي ستيفنز فيكتوريا كالينينا آنا لانتيغوا دي لا نويز  |
| 25 نوفمبر | هيراكليون، اليونان ملعب ترابي W15 قرعة المباريات الفردية والزوجية                                 | داريا أستاخوفا 6–2، 6–0                                                                     | نوهيليا زيبالوس                            | أوانا سميرندا كورنيو أولكساندرا أولينيكوفا | إيفون نويورث إلينكا دالينا أمايري لينا غلوسكو سيليا سيرفينو رويز         |
| 25 نوفمبر | هيراكليون، اليونان ملعب ترابي W15 قرعة المباريات الفردية والزوجية                                 | إلينكا دالينا أمايري أليسيا بياتريس كيوكا 6–3، 6–3                                          | داريا أستاخوفا لينا غلوسكو                 | أوانا سميرندا كورنيو أولكساندرا أولينيكوفا | إيفون نويورث إلينكا دالينا أمايري لينا غلوسكو سيليا سيرفينو رويز         |
| 25 نوفمبر | نونثابوري، تايلاند ملعب صلب W15 قرعة المباريات الفردية والزوجية                                   | هيمينو ساكاتسومي 7–6(7–3)، 5–7، 6–1                                                         | نيجينا أبدوريموفا                          | جونغ سو نام جوانا جارلاند                  | قوه ميكي هان جيانغشيو زانغ ينغ ما ييكسين                                 |
| 25 نوفمبر | نونثابوري، تايلاند ملعب صلب W15 قرعة المباريات الفردية والزوجية                                   | سارة لي مارا شميدت 6–2، 6–2                                                                 | هسيه يو تينغ لي بي تشي                     | جونغ سو نام جوانا جارلاند                  | قوه ميكي هان جيانغشيو زانغ ينغ ما ييكسين                                 |
| 25 نوفمبر | المنستير، تونس ملعب صلب W15 قرعة المباريات الفردية والزوجية                                       | كارول مونيت 7–5، 6–2                                                                        | ماريا تكاشيفا                              | لورا بيجوسي ناتاليا أورلوفا                | ماريانا درازيتش إيفون كافالي رايمرز أنيا ويدلجروبر تمارا تشروفيتش        |
| 25 نوفمبر | المنستير، تونس ملعب صلب W15 قرعة المباريات الفردية والزوجية                                       | تمارا تشروفيتش ماريا تكاشيفا 6–3، 0–6، [10–8]                                               | آنا هيرتل ماري مترو                        | لورا بيجوسي ناتاليا أورلوفا                | ماريانا درازيتش إيفون كافالي رايمرز أنيا ويدلجروبر تمارا تشروفيتش        |
| 25 نوفمبر | أنطاليا، تركيا ملعب صلب W15 قرعة المباريات الفردية والزوجية                                       | لينا جورشسكا 6–4، 6–7(5–7)، 6–1                                                             | أونا أوربانا                               | ماريانا زاكارلوك إيرينا خروماتشيفا         | ايكاترينا راينجولد أناستاسيا نيفيدوفا لارا بانفيلوف ستيفاني فيشر         |
| 25 نوفمبر | أنطاليا، تركيا ملعب صلب W15 قرعة المباريات الفردية والزوجية                                       | كوويرين ليموين جابرييلا موجان 6–3، 6–4                                                      | أيوانا غاسبار إيفان نينا رودييوكوفا        | ماريانا زاكارلوك إيرينا خروماتشيفا         | ايكاترينا راينجولد أناستاسيا نيفيدوفا لارا بانفيلوف ستيفاني فيشر         |

### ديسمبر
| الأسبوع   | البطولة | الفائزات                                                       | الوصيفات                                                       | المتأهلات لنصف النهائي                                    | المتأهلات لربع النهائي                                              |
| --------- | --- | -------------------------------------------------------------- | -------------------------------------------------------------- | --------------------------------------------------------- | ------------------------------------------------------------------- |
| 2 ديسمبر  | سولابور، الهند ملعب صلب W25 قرعة المباريات الفردية والزوجية                                                        | أنكيتا راينا 6–3، 6–3                                          | نايكثا بينز                                                    | ديانا مارسنكفيتشا كاتي بولتر                              | فاليريا سافينيخ يوان يوي ألريكك إيكري ساندرا سمير                   |
| 2 ديسمبر  | سولابور، الهند ملعب صلب W25 قرعة المباريات الفردية والزوجية                                                        | ألريكك إيكري أنكيتا راينا 5–7، 6–4، [10–3]                     | بيرفو جنكيز ديسبينا باباميتشايل                                | ديانا مارسنكفيتشا كاتي بولتر                              | فاليريا سافينيخ يوان يوي ألريكك إيكري ساندرا سمير                   |
| 2 ديسمبر  | يابلونتس ناد نيسو، جمهورية التشيك Carpet (indoor) W15 قرعة المباريات الفردية والزوجية                              | إلينا مالوجينا 6–4، 7–5                                        | ميريام كولودزيجوفا                                             | فيرونيكا بيبيل يايفا أنجي أوبى كاجورو                     | لوسي بتروزيلوفا كارولينا برانكوفا نيكولا توما نوفا باربورا ميكلوفا  |
| 2 ديسمبر  | يابلونتس ناد نيسو، جمهورية التشيك Carpet (indoor) W15 قرعة المباريات الفردية والزوجية                              | يانا جابلونوفسكا نيكولا توما نوفا 7–6(7–4)، 5–7، [10–4]        | أنجي أوبى كاجورو إلينا مالوجينا                                | فيرونيكا بيبيل يايفا أنجي أوبى كاجورو                     | لوسي بتروزيلوفا كارولينا برانكوفا نيكولا توما نوفا باربورا ميكلوفا  |
| 2 ديسمبر  | القاهرة، مصر ملعب ترابي W15 قرعة المباريات الفردية والزوجية                                                        | أوانا جيورجيتا سيميوني 3–6، 6–2، 6–1                           | جويليت ستور                                                    | مارينا يودانوف ناستجا كولار                               | ماريون فييرتلر ليكسي ستيفنز ماريا مارفوتينا لميس الحسين عبد العزيز  |
| 2 ديسمبر  | القاهرة، مصر ملعب ترابي W15 قرعة المباريات الفردية والزوجية                                                        | جويل ستور جويليت ستور 6–2، 6–3                                 | غابرييلا هوراشكوفا آنا لانتيغوا دي لا نويز                     | مارينا يودانوف ناستجا كولار                               | ماريون فييرتلر ليكسي ستيفنز ماريا مارفوتينا لميس الحسين عبد العزيز  |
| 2 ديسمبر  | هيراكليون، اليونان ملعب ترابي W15 قرعة المباريات الفردية والزوجية                                                  | لورا شيدر 6–4، 6–2                                             | كلوديا هوستي فيرير                                             | أولكساندرا أولينيكوفا جوزيفين بواليم                      | مارتينا سبيراغيلي نويليا زيبالوس بيا لوفراتش داريا أستاخوفا         |
| 2 ديسمبر  | هيراكليون، اليونان ملعب ترابي W15 قرعة المباريات الفردية والزوجية                                                  | دوركا دراهوتا-زابو لورا سفاتيكوفا 6–2، 6–4                     | لينا غلوشكو أولكساندرا أولينيكوفا                              | أولكساندرا أولينيكوفا جوزيفين بواليم                      | مارتينا سبيراغيلي نويليا زيبالوس بيا لوفراتش داريا أستاخوفا         |
| 2 ديسمبر  | كانكون، المكسيك ملعب صلب W15 قرعة المباريات الفردية والزوجية                                                       | مارسيلا زكرياس 6–2، 6–3                                        | أوبان دروجيه                                                   | ناتسومي كاواغوتشي نيكا كوكهارتشوك                         | غابرييلا برايس بايج كلاين ميو موشيكا إيل كريستنسن                   |
| 2 ديسمبر  | كانكون، المكسيك ملعب صلب W15 قرعة المباريات الفردية والزوجية                                                       | إدواردا بياي مارسيلا زكرياس 2–6، 6–1، [10–7]                   | نيكا كوكهارتشوك إيميلي ليند                                    | ناتسومي كاواغوتشي نيكا كوكهارتشوك                         | غابرييلا برايس بايج كلاين ميو موشيكا إيل كريستنسن                   |
| 2 ديسمبر  | نونثابوري، تايلاند ملعب صلب W15 قرعة المباريات الفردية والزوجية                                                    | نيجينا أبدوريموفا 6–1، 1–6، 6–3                                | لي بي تشي                                                      | ما ييكسين هان جيانغشيو                                    | تشانج يينغ كانغ جياكي ليو تشانغ جو ميكي                             |
| 2 ديسمبر  | نونثابوري، تايلاند ملعب صلب W15 قرعة المباريات الفردية والزوجية                                                    | مانا كاوامورا فونا كوزاكي 6–2، 6–0                             | سارة لي مارا شميت                                              | ما ييكسين هان جيانغشيو                                    | تشانج يينغ كانغ جياكي ليو تشانغ جو ميكي                             |
| 2 ديسمبر  | المنستير، تونس ملعب صلب W15 قرعة المباريات الفردية والزوجية                                                        | أنستاسيا كوليكوفا 7–6(8–6)، 6–4                                | يوريكو ليلي ميازاكي                                            | كارول مونيت فيكتوريا ديما                                 | إيفون كافالي ريميرز أنتونيا روزيك مانو أركانجيولي مارين بارتو       |
| 2 ديسمبر  | المنستير، تونس ملعب صلب W15 قرعة المباريات الفردية والزوجية                                                        | ياسمين منصوري ماري مترو 6–4، 3–6، [10–6]                       | كارول مونيت ماريا تكاتشيفا                                     | كارول مونيت فيكتوريا ديما                                 | إيفون كافالي ريميرز أنتونيا روزيك مانو أركانجيولي مارين بارتو       |
| 2 ديسمبر  | أنطاليا، تركيا ملعب صلب W15 قرعة المباريات الفردية والزوجية                                                        | ليوني كونغ 6–2، 6–4                                            | جورجيا كراتشيون                                                | أيوانا غاسبار إيفان فيكتوريا بيتريينكو                    | ستيفاني فيسكر جايد سوفريجن أنستاسيا نفيدوفا ميليس سيزر              |
| 2 ديسمبر  | أنطاليا، تركيا ملعب صلب W15 قرعة المباريات الفردية والزوجية                                                        | جورجيا كراتشيون أيوانا غاسبار إيفان 6–4، 1–6، [14–12]          | ليوني كونغ ميليس سيزر                                          | أيوانا غاسبار إيفان فيكتوريا بيتريينكو                    | ستيفاني فيسكر جايد سوفريجن أنستاسيا نفيدوفا ميليس سيزر              |
| 2 ديسمبر  | نورمان، الولايات المتحدة ملعب صلب W15 قرعة المباريات الفردية والزوجية                                              | كينيدي شافير 6–4، 4–6، 7–6(7–3)                                | جيسيكا فايللا                                                  | باميلا مونتيز تيباني فيكيه                                | ليجا ديكميجيري ستايسي فونغ إيما ديفيس جاسمين أمبر أشغار             |
| 2 ديسمبر  | نورمان، الولايات المتحدة ملعب صلب W15 قرعة المباريات الفردية والزوجية                                              | ليزا ميس نيل ميلر 7–6(7–5)، 4–6، [10–8]                        | كارمن كورلي إيفانا كورلي                                       | باميلا مونتيز تيباني فيكيه                                | ليجا ديكميجيري ستايسي فونغ إيما ديفيس جاسمين أمبر أشغار             |
| 9 ديسمبر  | بطولة الحب تور للتنس دبي، الإمارات العربية المتحدة ملعب صلب W100+H قرعة المباريات الفردية – قرعة المباريات الزوجية | آنا بوغدان 6–1، 6–2                                            | داريا سنيغور                                                   | كريستينا ملادينوفيتش غريت مينين                           | سارا سوريبس تورمو ماجدالينا فريتش باربارا هاس كاتارزينا كاوا        |
| 9 ديسمبر  | بطولة الحب تور للتنس دبي، الإمارات العربية المتحدة ملعب صلب W100+H قرعة المباريات الفردية – قرعة المباريات الزوجية | لوسي هراديكا أندريا كليباك 7–5، 3–6، [10–8]                    | جورجينا غارسيا بيريز سارا سوريبس تورمو                         | كريستينا ملادينوفيتش غريت مينين                           | سارا سوريبس تورمو ماجدالينا فريتش باربارا هاس كاتارزينا كاوا        |
| 9 ديسمبر  | بونه، الهند ملعب صلب W25 قرعة المباريات الفردية والزوجية                                                           | إيما رادوكانو 3–6، 6–1، 6–4                                    | نايكثا بينز                                                    | أولغا دوروشينا بينجتارن بليبويتش                          | ناهو ساتو شاليمار تالبي بونين كوفابيتوكتي أليسيا سميث               |
| 9 ديسمبر  | بونه، الهند ملعب صلب W25 قرعة المباريات الفردية والزوجية                                                           | ألريكك إيكري إيكاترينا ياشينا 1–6، 6–3، [10–5]                 | داريا ميشينا آنا مورجينا                                       | أولغا دوروشينا بينجتارن بليبويتش                          | ناهو ساتو شاليمار تالبي بونين كوفابيتوكتي أليسيا سميث               |
| 9 ديسمبر  | القاهرة، مصر ملعب ترابي W15 قرعة المباريات الفردية والزوجية                                                        | أوانا جورجيتا سيميون 6–2، 6–1                                  | جولييت ستوير                                                   | آنا لانتيغوا دي لا نويز ناستجا كولار                      | ليكسي ستيفنز ماريون فيرتلر لميس الحسين عبد العزيز ماريا مارفوتينا   |
| 9 ديسمبر  | القاهرة، مصر ملعب ترابي W15 قرعة المباريات الفردية والزوجية                                                        | ماريا مارفوتينا أوانا جورجيتا سيميون 3–6، 6–0، [10–2]          | ناستجا كولار آنا ماخوركينا                                     | آنا لانتيغوا دي لا نويز ناستجا كولار                      | ليكسي ستيفنز ماريون فيرتلر لميس الحسين عبد العزيز ماريا مارفوتينا   |
| 9 ديسمبر  | هيراكليون، اليونان ملعب ترابي W15 قرعة المباريات الفردية والزوجية                                                  | كيارا شول 6–2، 5–7، 6–1                                        | أولكساندرا أولينيكوفا                                          | مارتينا سبيغاريللي بولينا ليكينا                          | لورا شادر أوانا جافريلا نيكول فوسا هويرغو جوليا ستاماتوفا           |
| 9 ديسمبر  | هيراكليون، اليونان ملعب ترابي W15 قرعة المباريات الفردية والزوجية                                                  | ستيلا بييفا كيارا شول 6–0، 6–3                                 | ماريا بيرغن ألينا ليبيديفا                                     | مارتينا سبيغاريللي بولينا ليكينا                          | لورا شادر أوانا جافريلا نيكول فوسا هويرغو جوليا ستاماتوفا           |
| 9 ديسمبر  | كانكون، المكسيك ملعب صلب W15 قرعة المباريات الفردية والزوجية                                                       | نيكا كوخارشيك 6–1، 2–6، 6–2                                    | بيج كلاين                                                      | أناستاسيا سيسويفا ناتسومي كاواغوتشي                       | ميو موشيكا ألمودينا سانز-يانزا فرنانديز سارة مود فورتي إيل كريستنسن |
| 9 ديسمبر  | كانكون، المكسيك ملعب صلب W15 قرعة المباريات الفردية والزوجية                                                       | ماديسون أبل إيل كريستنسن انسحاب                                | ناتسومي كاواغوتشي نيكا كوخارشيك                                | أناستاسيا سيسويفا ناتسومي كاواغوتشي                       | ميو موشيكا ألمودينا سانز-يانزا فرنانديز سارة مود فورتي إيل كريستنسن |
| 9 ديسمبر  | المنستير، تونس ملعب صلب W15 قرعة المباريات الفردية والزوجية                                                        | يوريكو ليلي ميازاكي 0–6، 3–6                                   | يانا كاربوفيتش                                                 | أنستازيا كوليكوفا أليس جيلان                              | أليس راميه أنستازيا بريبيلوفا أنجيليكا راجي إيلونا جورجيانا جيورواي |
| 9 ديسمبر  | المنستير، تونس ملعب صلب W15 قرعة المباريات الفردية والزوجية                                                        | ماريانا درازيتش مالين هيلجو 6–7(4–7)، 1–6                      | إيفون كافالي ريميرز بويانا مارينكوفيتش                         | أنستازيا كوليكوفا أليس جيلان                              | أليس راميه أنستازيا بريبيلوفا أنجيليكا راجي إيلونا جورجيانا جيورواي |
| 9 ديسمبر  | أنطاليا، تركيا ملعب صلب W15 قرعة المباريات الفردية والزوجية                                                        | تم إلغاء مباراة الفردي والزوجي بسبب سوء الأحوال الجوية المستمر | تم إلغاء مباراة الفردي والزوجي بسبب سوء الأحوال الجوية المستمر | داريا كروشكوفا يكاترينا كازيونوفا زينب سونماز إليز مالوني | جورجيا كراتشيون جانتي تيلبورجر ميساكي ماتسودا ميرا أنتونيتش         |
| 16 ديسمبر | نافي مومباي، الهند ملعب صلب W25 قرعة المباريات الفردية والزوجية                                                    | باربارا هاس 4–6، 2–6، 6–7(2–7)                                 | جيونج سو-نام                                                   | مارتينا كاريجارو أولجا دوروشينا                           | أمينة أنشبا فاليريا سافينيخ بينجتارن بليبويتش زيل ديساي             |
| 16 ديسمبر | نافي مومباي، الهند ملعب صلب W25 قرعة المباريات الفردية والزوجية                                                    | لي بي-تشي وو فانغ-هسيان 2–6، 2–6                               | أولجا دوروشينا شاليمار تالبي                                   | مارتينا كاريجارو أولجا دوروشينا                           | أمينة أنشبا فاليريا سافينيخ بينجتارن بليبويتش زيل ديساي             |
| 16 ديسمبر | المنستير، تونس ملعب صلب W15 قرعة المباريات الفردية والزوجية                                                        | إيلونا جيورجيانا جيوروائي 1–6، 4–6                             | أناستاسيا بريبيلوفا                                            | جيسيكا بوزاس مانيرو بويانا مارينكوفيتش                    | إيفون كافايلي رييمرز آنا سيسكوفا مالين هيلجو ماريانا درازيتش        |
| 16 ديسمبر | المنستير، تونس ملعب صلب W15 قرعة المباريات الفردية والزوجية                                                        | إيفون كافايلي رييمرز بويانا مارينكوفيتش 7–5، 2–6، [9–11]       | ناديا إتشيفريا ألام أورورا زانتيديشي                           | جيسيكا بوزاس مانيرو بويانا مارينكوفيتش                    | إيفون كافايلي رييمرز آنا سيسكوفا مالين هيلجو ماريانا درازيتش        |
| 16 ديسمبر | أنطاليا، تركيا ملعب صلب W15 قرعة المباريات الفردية والزوجية                                                        | بولينا كودرميتوفا 6–4، 3–6، 6–3                                | جورجيا كراتشون                                                 | فاليريا أوليانوفيسكايا سارا كاكاريفيتش                    | ليوني كونغ ساكورا هوسوغي ميهيلا جاكوفيتش فيرونيكا بيبيلييفا         |
| 16 ديسمبر | أنطاليا، تركيا ملعب صلب W15 قرعة المباريات الفردية والزوجية                                                        | جورجيا كراتشون باشاك إرايدن 6–1، 6–2                           | أيلا أكسو جيزم ميليسا آتش                                      | فاليريا أوليانوفيسكايا سارا كاكاريفيتش                    | ليوني كونغ ساكورا هوسوغي ميهيلا جاكوفيتش فيرونيكا بيبيلييفا         |
| 30 ديسمبر | ITF Women's Circuit – Hong Kong هونغ كونغ ملعب صلب W25 قرعة المباريات الفردية والزوجية                             | زارينا دياز 6–4، 7–5                                           | تشو لين                                                        | هارموني تان ساتشيا فيكري                                  | ريكا لوكا جاني باربورا كرجتشيكوفا يو إكسياودي إيكاترين جورجودزي     |
| 30 ديسمبر | ITF Women's Circuit – Hong Kong هونغ كونغ ملعب صلب W25 قرعة المباريات الفردية والزوجية                             | يوديس تشونغ وو فانغ-هسين 7–6(7–2)، 6–1                         | مويكا أوتشجيما تشانغ يينغ                                      | هارموني تان ساتشيا فيكري                                  | ريكا لوكا جاني باربورا كرجتشيكوفا يو إكسياودي إيكاترين جورجودزي     |

## الروابط الخارجية
- "10،600 لاعبة، 1135 حدثًا: جولة الاتحاد الدولي لكرة المضرب العالمية للسيدات لعام 2023 بالأرقام". الاتحاد الدولي لكرة المضرب. اطلع عليه بتاريخ 2024-01-02.
- "أجندة جولة الاتحاد الدولي لكرة المضرب العالمية للسيدات". الاتحاد الدولي لكرة المضرب. اطلع عليه بتاريخ 2024-01-02.
- الاتحاد الدولي لكرة المضرب